# Transzendentale Analytik
Die transzendentale Analytik ist der erste Teil der unter dem Begriff „transzendentale Logik“ dargestellten Theorie über die Bedingungen des Denkens in der Kritik der reinen Vernunft von Immanuel Kant. Ihr geht die transzendentale Ästhetik als Theorie der Grundlagen der Anschauung voraus. Beide zusammen, Denken (Verstand) und Anschauung (Sinnlichkeit), bilden nach Kant die gemeinsame Quelle der Erkenntnis.
| \| \| \| \| \| \| \| \| \| \| \| \| \| Vorrede \| \| \| \| \| \| \| \| \| \| \| \| \| \| \| \| \| \| \| \| \| \| \| \| \| \| \| \| \| \| \| \| \| \| \| \| \| \| \| \| \| \| \| \| \| \| \| \| \| \| \| \| \| \| Einleitung \| \| \| \| \| \| \| \| \| \| \| \| \| \| \| \| \| \| \| Transzendentale Elementarlehre \| Transzendentale Elementarlehre \| Transzendentale Elementarlehre \| Transzendentale Elementarlehre \| Transzendentale Elementarlehre \| Transzendentale Elementarlehre \| \| \| \| \| \| \| \| \| \| \| Transzendentale Methodenlehre \| Transzendentale Methodenlehre \| Transzendentale Methodenlehre \| Transzendentale Methodenlehre \| Transzendentale Methodenlehre \| Transzendentale Methodenlehre \| \| \| \| \| \| Transzendentale Elementarlehre \| Transzendentale Elementarlehre \| Transzendentale Elementarlehre \| Transzendentale Elementarlehre \| Transzendentale Elementarlehre \| Transzendentale Elementarlehre \| \| \| \| \| \| \| \| \| \| \| Transzendentale Methodenlehre \| Transzendentale Methodenlehre \| Transzendentale Methodenlehre \| Transzendentale Methodenlehre \| Transzendentale Methodenlehre \| Transzendentale Methodenlehre \| \| \| \| \| \| \| \| \| \| \| \| \| \| \| \| \| \| \| \| \| \| \| \| \| \| \| \| \| Transzendentale Ästhetik \| Transzendentale Ästhetik \| Transzendentale Ästhetik \| Transzendentale Ästhetik \| Transzendentale Ästhetik \| Transzendentale Ästhetik \| \| \| Transzendentale Logik \| Transzendentale Logik \| Transzendentale Logik \| Transzendentale Logik \| Transzendentale Logik \| Transzendentale Logik \| \| \| \| \| \| \| - Disziplin - Kanon - Architektonik - Geschichte \| - Disziplin - Kanon - Architektonik - Geschichte \| - Disziplin - Kanon - Architektonik - Geschichte \| - Disziplin - Kanon - Architektonik - Geschichte \| - Disziplin - Kanon - Architektonik - Geschichte \| - Disziplin - Kanon - Architektonik - Geschichte \| \| Transzendentale Ästhetik \| Transzendentale Ästhetik \| Transzendentale Ästhetik \| Transzendentale Ästhetik \| Transzendentale Ästhetik \| Transzendentale Ästhetik \| \| \| Transzendentale Logik \| Transzendentale Logik \| Transzendentale Logik \| Transzendentale Logik \| Transzendentale Logik \| Transzendentale Logik \| \| \| \| \| \| \| - Disziplin - Kanon - Architektonik - Geschichte \| - Disziplin - Kanon - Architektonik - Geschichte \| - Disziplin - Kanon - Architektonik - Geschichte \| - Disziplin - Kanon - Architektonik - Geschichte \| - Disziplin - Kanon - Architektonik - Geschichte \| - Disziplin - Kanon - Architektonik - Geschichte \| \| \| \| \| \| \| \| \| \| \| \| \| \| \| \| \| \| \| \| \| \| \| \| \| \| \| \| \| \| \| \| \| Transzendentale Analytik \| Transzendentale Analytik \| Transzendentale Analytik \| Transzendentale Analytik \| Transzendentale Analytik \| Transzendentale Analytik \| \| \| Transzendentale Dialektik \| Transzendentale Dialektik \| Transzendentale Dialektik \| Transzendentale Dialektik \| Transzendentale Dialektik \| Transzendentale Dialektik \| \| \| \| \| \| \| \| \| \| \| \| \| \| Transzendentale Analytik \| Transzendentale Analytik \| Transzendentale Analytik \| Transzendentale Analytik \| Transzendentale Analytik \| Transzendentale Analytik \| \| \| Transzendentale Dialektik \| Transzendentale Dialektik \| Transzendentale Dialektik \| Transzendentale Dialektik \| Transzendentale Dialektik \| Transzendentale Dialektik \| \| \| \| \| \| \| \| \| \| \| \| \| \| \| \| \| \| \| \| \| \| \| \| \| \| \| \| \| \| \| \| \| \| \| \| \| \| \| \| \| - Kategorien - Schemata - Grundsätze \| - Kategorien - Schemata - Grundsätze \| - Kategorien - Schemata - Grundsätze \| - Kategorien - Schemata - Grundsätze \| - Kategorien - Schemata - Grundsätze \| - Kategorien - Schemata - Grundsätze \| \| \| - Paralogismen - Antinomien - Regulative Ideen \| - Paralogismen - Antinomien - Regulative Ideen \| - Paralogismen - Antinomien - Regulative Ideen \| - Paralogismen - Antinomien - Regulative Ideen \| - Paralogismen - Antinomien - Regulative Ideen \| - Paralogismen - Antinomien - Regulative Ideen \| \| \| \| \| \| \| \| \| |                          |                          |                          |                                      |                                      |                                      |                                      |                                      |                                      |                       |                       |                                                |                                                |                                                |                                                |                                                |                                                |  |  |                                                  |                                                  |                                                  |                                                  |                                                  |                                                  |
| Die Transzendentale Analytik in der Gliederung der Kritik der reinen Vernunft |                          |                          |                          |                                      |                                      |                                      |                                      |                                      |                                      |                       |                       |                                                |                                                |                                                |                                                |                                                |                                                |  |  |                                                  |                                                  |                                                  |                                                  |                                                  |                                                  |
| |                          |                          |                          |                                      |                                      |                                      |                                      |                                      |                                      |                       |                       | Vorrede                                        |                                                |                                                |                                                |                                                |                                                |  |  |                                                  |                                                  |                                                  |                                                  |                                                  |                                                  |
| |                          |                          |                          |                                      |                                      |                                      |                                      |                                      |                                      |                       |                       |                                                |                                                |                                                |                                                |                                                |                                                |  |  |                                                  |                                                  |                                                  |                                                  |                                                  |                                                  |
| |                          |                          |                          |                                      |                                      |                                      |                                      |                                      |                                      |                       |                       | Einleitung                                     |                                                |                                                |                                                |                                                |                                                |  |  |                                                  |                                                  |                                                  |                                                  |                                                  |                                                  |
| |                          |                          |                          | Transzendentale Elementarlehre       | Transzendentale Elementarlehre       | Transzendentale Elementarlehre       | Transzendentale Elementarlehre       | Transzendentale Elementarlehre       | Transzendentale Elementarlehre       |                       |                       |                                                |                                                |                                                |                                                |                                                |                                                |  |  | Transzendentale Methodenlehre                    | Transzendentale Methodenlehre                    | Transzendentale Methodenlehre                    | Transzendentale Methodenlehre                    | Transzendentale Methodenlehre                    | Transzendentale Methodenlehre                    |
| |                          |                          |                          | Transzendentale Elementarlehre       | Transzendentale Elementarlehre       | Transzendentale Elementarlehre       | Transzendentale Elementarlehre       | Transzendentale Elementarlehre       | Transzendentale Elementarlehre       |                       |                       |                                                |                                                |                                                |                                                |                                                |                                                |  |  | Transzendentale Methodenlehre                    | Transzendentale Methodenlehre                    | Transzendentale Methodenlehre                    | Transzendentale Methodenlehre                    | Transzendentale Methodenlehre                    | Transzendentale Methodenlehre                    |
| |                          |                          |                          |                                      |                                      |                                      |                                      |                                      |                                      |                       |                       |                                                |                                                |                                                |                                                |                                                |                                                |  |  |                                                  |                                                  |                                                  |                                                  |                                                  |                                                  |
| Transzendentale Ästhetik | Transzendentale Ästhetik | Transzendentale Ästhetik | Transzendentale Ästhetik | Transzendentale Ästhetik             | Transzendentale Ästhetik             |                                      |                                      | Transzendentale Logik                | Transzendentale Logik                | Transzendentale Logik | Transzendentale Logik | Transzendentale Logik                          | Transzendentale Logik                          |                                                |                                                |                                                |                                                |  |  | - Disziplin - Kanon - Architektonik - Geschichte | - Disziplin - Kanon - Architektonik - Geschichte | - Disziplin - Kanon - Architektonik - Geschichte | - Disziplin - Kanon - Architektonik - Geschichte | - Disziplin - Kanon - Architektonik - Geschichte | - Disziplin - Kanon - Architektonik - Geschichte |
| Transzendentale Ästhetik | Transzendentale Ästhetik | Transzendentale Ästhetik | Transzendentale Ästhetik | Transzendentale Ästhetik             | Transzendentale Ästhetik             |                                      |                                      | Transzendentale Logik                | Transzendentale Logik                | Transzendentale Logik | Transzendentale Logik | Transzendentale Logik                          | Transzendentale Logik                          |                                                |                                                |                                                |                                                |  |  | - Disziplin - Kanon - Architektonik - Geschichte | - Disziplin - Kanon - Architektonik - Geschichte | - Disziplin - Kanon - Architektonik - Geschichte | - Disziplin - Kanon - Architektonik - Geschichte | - Disziplin - Kanon - Architektonik - Geschichte | - Disziplin - Kanon - Architektonik - Geschichte |
| |                          |                          |                          |                                      |                                      |                                      |                                      |                                      |                                      |                       |                       |                                                |                                                |                                                |                                                |                                                |                                                |  |  |                                                  |                                                  |                                                  |                                                  |                                                  |                                                  |
| |                          |                          |                          | Transzendentale Analytik             | Transzendentale Analytik             | Transzendentale Analytik             | Transzendentale Analytik             | Transzendentale Analytik             | Transzendentale Analytik             |                       |                       | Transzendentale Dialektik                      | Transzendentale Dialektik                      | Transzendentale Dialektik                      | Transzendentale Dialektik                      | Transzendentale Dialektik                      | Transzendentale Dialektik                      |  |  |                                                  |                                                  |                                                  |                                                  |                                                  |                                                  |
| |                          |                          |                          | Transzendentale Analytik             | Transzendentale Analytik             | Transzendentale Analytik             | Transzendentale Analytik             | Transzendentale Analytik             | Transzendentale Analytik             |                       |                       | Transzendentale Dialektik                      | Transzendentale Dialektik                      | Transzendentale Dialektik                      | Transzendentale Dialektik                      | Transzendentale Dialektik                      | Transzendentale Dialektik                      |  |  |                                                  |                                                  |                                                  |                                                  |                                                  |                                                  |
| |                          |                          |                          |                                      |                                      |                                      |                                      |                                      |                                      |                       |                       |                                                |                                                |                                                |                                                |                                                |                                                |  |  |                                                  |                                                  |                                                  |                                                  |                                                  |                                                  |
| |                          |                          |                          | - Kategorien - Schemata - Grundsätze | - Kategorien - Schemata - Grundsätze | - Kategorien - Schemata - Grundsätze | - Kategorien - Schemata - Grundsätze | - Kategorien - Schemata - Grundsätze | - Kategorien - Schemata - Grundsätze |                       |                       | - Paralogismen - Antinomien - Regulative Ideen | - Paralogismen - Antinomien - Regulative Ideen | - Paralogismen - Antinomien - Regulative Ideen | - Paralogismen - Antinomien - Regulative Ideen | - Paralogismen - Antinomien - Regulative Ideen | - Paralogismen - Antinomien - Regulative Ideen |  |  |                                                  |                                                  |                                                  |                                                  |                                                  |                                                  |

## Gegenstand der transzendentalen Analytik
„Diese Analytik ist die Zergliederung unseres gesamten Erkenntnisses a priori in die Elemente der reinen Verstandeserkenntnisse. Es kommt hierbei auf folgende Stücke an.
1. Daß die Begriffe reine und nicht empirische seien.
2. Daß sie nicht zur Anschauung und zur Sinnlichkeit, sondern zum Denken und Verstande gehören.
3. Daß sie Elementarbegriffe seien und von den abgeleiteten, oder daraus zusammengesetzten, wohl unterschieden werden.
4. Daß ihre Tafel vollständig sei, und sie das ganze Feld des reinen Verstandes gänzlich ausfüllen.“ Immanuel Kant: AA III, 83[1] / B 89[2]

Die transzendentale Analytik ist in drei „Bücher“ eingeteilt. Das erste, die Analytik der Begriffe, hat das Auffinden und die Funktionsweise der reinen Verstandesbegriffe zum Gegenstand. Im zweiten Buch, der Analytik der Grundsätze, beschrieb Kant, wie die Anwendung der gefundenen Kategorien erfolgt (Lehre vom Schematismus) und welche Grundsätze dabei erkannt werden können. Im dritten Buch schließlich erläuterte Kant anhand der Begriffe Phänomena und Noumena, wo er die Grenzen des menschlichen Erkenntnisvermögens sah.

## Analytik der Begriffe
Kant hatte zum Ziel, reine Verstandesbegriffe zu finden, die nicht aus der Wahrnehmung abgeleitet sind und als Grundbegriffe nicht mehr auf andere, übergeordnete Begriffe zurückgeführt werden können. Zudem wollte er alle Begriffe, die diesem Anspruch entsprechen, vollständig auffinden und in einen systematischen Zusammenhang bringen.
Vor allem um die angestrebte Vollständigkeit zu gewährleisten, sah Kant es nicht als sinnvoll an, einfach Begriffe zu sammeln, die den angestrebten Kriterien entsprechen. Eine solche Sammlung wäre eine „Rhapsodie“, mit der man keine Gewähr für die Vollständigkeit und damit für die Richtigkeit der Theorie hätte. Aristoteles kommt nach Kant ein großes Verdienst zu, überhaupt eine Tafel der Kategorien aufgestellt zu haben. Ihren Mangel sah er aber genau in der fehlenden Systematik.

### Leitfaden der Entdeckung aller reinen Verstandesbegriffe
Die grundlegende Prämisse Kants lautet:

„Also ist die Erkenntnis eines jeden, wenigstens des menschlichen Verstandes, eine Erkenntnis durch Begriffe, nicht intuitiv, sondern diskursiv [begrifflich].“

Begriffe beruhen nach Kant auf Funktionen, das heißt „verschiedene Vorstellungen unter einer gemeinschaftlichen Handlung zu ordnen.“ Der Verstand hat ein aktives Vermögen, Begriffe zu bilden.

„Begriffe gründen sich also auf der Spontaneität des Denkens, wie sinnliche Anschauungen auf der Rezeptivität der Eindrücke. Von diesen Begriffen kann der Verstand keinen anderen Gebrauch machen, als dass er urteilt.“

Dies war der entscheidende Schlüssel für Kant. Indem der Verstand urteilt, verbindet er Begriffe zu einem höheren Begriff. Er stiftet damit Einheit zwischen verschiedenen Vorstellungen. Wenn dem Verstand durch die Sinnlichkeit rezeptiv eine Vorstellung als Anschauung gegeben wird, läuft im Verstand ein spontaner (aktiver) Prozess ab, in dem die Anschauung unter einen Begriff gebracht wird. Das Ergebnis dieses Vorgangs ist ein Urteil. Ein Urteil war also für Kant bildlich ein Spiegel einer Anschauung, eine Vorstellung einer Vorstellung (B 93). In dieser wird der Begriff als Prädikat einem höheren Begriff zugeordnet. Ein Urteil entsteht dadurch, dass eine Anschauung unter einen Begriff subsumiert wird, wodurch eine Mannigfaltigkeit zur Einheit gebracht wird. Ein Urteil ist eine solche Zuordnung, zum Beispiel: „ein jedes Metall ist ein Körper“.

„Wir können aber alle Handlungen des Verstandes auf Urteile zurückführen, so dass der Verstand überhaupt als ein Vermögen zu urteilen vorgestellt werden kann.“

Zum Finden der reinen Verstandesbegriffe muss man nach Kant also die allgemeinen Urteilsarten daraufhin untersuchen, welche Grundfunktionen sie aussagen. Er entwickelte seine Theorie der reinen Begriffe in insgesamt vier Schritten:
1. Aufstellen der Urteilstafel
2. Ableitung der Kategorien
3. Erarbeitung des Schematismus der Verknüpfung von Kategorien und Anschauungen
4. Entwicklung der Grundsätze der Gegenstandserfahrung

### Urteilstafel
Kant erläuterte, dass er die Urteilstafel aus der traditionellen Logik als der klassischen Urteilslehre abgeleitet hatte. Aus dieser ergeben sich nach Kant vier Titel mit jeweils drei Momenten.
| \| \| \| \| \| \| \| 1. Quantität der Urtheile. \| \| \| \| \| \| \| \| \| \| \| \| \| \| \| \| \| \| \| \| \| \| \| \| \| \| \| \| \| \| \| Allgemeine \| \| \| \| \| \| \| \| \| \| \| \| \| \| \| \| \| \| \| \| \| \| \| \| \| \| \| \| \| \| \| Besondere \| \| \| \| \| \| \| \| \| \| \| \| \| \| \| \| \| \| \| \| \| \| \| \| \| \| \| \| \| \| \| Einzelne \| \| \| \| \| \| \| \| \| \| \| \| \| \| \| \| \| \| \| \| \| \| \| \| \| 2. Qualität. \| 2. Qualität. \| 2. Qualität. \| 2. Qualität. \| 2. Qualität. \| 2. Qualität. \| \| \| \| \| \| \| 3. Relation. \| 3. Relation. \| 3. Relation. \| 3. Relation. \| 3. Relation. \| 3. Relation. \| \| \| \| \| \| \| \| \| \| \| \| \| \| 2. Qualität. \| 2. Qualität. \| 2. Qualität. \| 2. Qualität. \| 2. Qualität. \| 2. Qualität. \| Bejahende \| Bejahende \| Bejahende \| Bejahende \| Bejahende \| Bejahende \| 3. Relation. \| 3. Relation. \| 3. Relation. \| 3. Relation. \| 3. Relation. \| 3. Relation. \| \| \| \| \| \| \| Kategorische \| Kategorische \| Kategorische \| Kategorische \| Kategorische \| Kategorische \| \| Verneinende \| Verneinende \| Verneinende \| Verneinende \| Verneinende \| Verneinende \| Bejahende \| Bejahende \| Bejahende \| Bejahende \| Bejahende \| Bejahende \| \| \| \| \| \| \| Hypothetische \| Hypothetische \| Hypothetische \| Hypothetische \| Hypothetische \| Hypothetische \| Kategorische \| Kategorische \| Kategorische \| Kategorische \| Kategorische \| Kategorische \| \| Verneinende \| Verneinende \| Verneinende \| Verneinende \| Verneinende \| Verneinende \| Unendliche \| Unendliche \| Unendliche \| Unendliche \| Unendliche \| Unendliche \| \| \| \| \| \| \| Hypothetische \| Hypothetische \| Hypothetische \| Hypothetische \| Hypothetische \| Hypothetische \| Disjunctive \| Disjunctive \| Disjunctive \| Disjunctive \| Disjunctive \| Disjunctive \| \| \| \| \| \| \| \| Unendliche \| Unendliche \| Unendliche \| Unendliche \| Unendliche \| Unendliche \| 4. Modalität. \| \| \| \| \| \| \| \| \| \| \| \| Disjunctive \| Disjunctive \| Disjunctive \| Disjunctive \| Disjunctive \| Disjunctive \| \| \| \| \| \| \| \| Problematische \| \| \| \| \| \| \| \| \| \| \| \| \| \| \| \| \| \| \| \| \| \| \| \| \| \| \| \| \| \| \| Assertorische \| \| \| \| \| \| \| \| \| \| \| \| \| \| \| \| \| \| \| \| \| \| \| \| \| \| \| \| \| \| \| Apodiktische \| \| \| \| \| \| \| \| \| \| \| \| \| \| \| \| \| \| \| \| \| \| \| \| |              |              |              |              |              |                            |            |            |            |            |            |               |              |              |              |              |              |               |               |               |               |               |               |              |              |              |              |              |              |
| Abb. 2: Tafel der „logischen Function des Verstandes in Urtheilen“, Darstellung ähnlich Immanuel Kant: AA III, 87 |              |              |              |              |              |                            |            |            |            |            |            |               |              |              |              |              |              |               |               |               |               |               |               |              |              |              |              |              |              |
| |              |              |              |              |              | 1. Quantität der Urtheile. |            |            |            |            |            |               |              |              |              |              |              |               |               |               |               |               |               |              |              |              |              |              |              |
| |              |              |              |              |              | Allgemeine                 |            |            |            |            |            |               |              |              |              |              |              |               |               |               |               |               |               |              |              |              |              |              |              |
| |              |              |              |              |              | Besondere                  |            |            |            |            |            |               |              |              |              |              |              |               |               |               |               |               |               |              |              |              |              |              |              |
| |              |              |              |              |              | Einzelne                   |            |            |            |            |            |               |              |              |              |              |              |               |               |               |               |               |               |              |              |              |              |              |              |
| 2. Qualität. | 2. Qualität. | 2. Qualität. | 2. Qualität. | 2. Qualität. | 2. Qualität. |                            |            |            |            |            |            | 3. Relation.  | 3. Relation. | 3. Relation. | 3. Relation. | 3. Relation. | 3. Relation. |               |               |               |               |               |               |              |              |              |              |              |              |
| 2. Qualität. | 2. Qualität. | 2. Qualität. | 2. Qualität. | 2. Qualität. | 2. Qualität. | Bejahende                  | Bejahende  | Bejahende  | Bejahende  | Bejahende  | Bejahende  | 3. Relation.  | 3. Relation. | 3. Relation. | 3. Relation. | 3. Relation. | 3. Relation. |               |               |               |               |               |               | Kategorische | Kategorische | Kategorische | Kategorische | Kategorische | Kategorische |
| Verneinende | Verneinende  | Verneinende  | Verneinende  | Verneinende  | Verneinende  | Bejahende                  | Bejahende  | Bejahende  | Bejahende  | Bejahende  | Bejahende  |               |              |              |              |              |              | Hypothetische | Hypothetische | Hypothetische | Hypothetische | Hypothetische | Hypothetische | Kategorische | Kategorische | Kategorische | Kategorische | Kategorische | Kategorische |
| Verneinende | Verneinende  | Verneinende  | Verneinende  | Verneinende  | Verneinende  | Unendliche                 | Unendliche | Unendliche | Unendliche | Unendliche | Unendliche |               |              |              |              |              |              | Hypothetische | Hypothetische | Hypothetische | Hypothetische | Hypothetische | Hypothetische | Disjunctive  | Disjunctive  | Disjunctive  | Disjunctive  | Disjunctive  | Disjunctive  |
| |              |              |              |              |              | Unendliche                 | Unendliche | Unendliche | Unendliche | Unendliche | Unendliche | 4. Modalität. |              |              |              |              |              |               |               |               |               |               |               | Disjunctive  | Disjunctive  | Disjunctive  | Disjunctive  | Disjunctive  | Disjunctive  |
| |              |              |              |              |              | Problematische             |            |            |            |            |            |               |              |              |              |              |              |               |               |               |               |               |               |              |              |              |              |              |              |
| |              |              |              |              |              | Assertorische              |            |            |            |            |            |               |              |              |              |              |              |               |               |               |               |               |               |              |              |              |              |              |              |
| |              |              |              |              |              | Apodiktische               |            |            |            |            |            |               |              |              |              |              |              |               |               |               |               |               |               |              |              |              |              |              |              |

Quantität
Mit Urteilen der Quantität wird die unterschiedliche Anzahl von Subjekten in einer Aussage angesprochen: alle, einige, eines (zum Beispiel: Alle S sind P). Kant nahm dabei im Gegensatz zur klassischen Logik, in der das Einzelne als Ausdruck von Größe ein Fall von „alle“ ist, das Einzelne als gesonderte Urteilsform in seine Tafel mit auf.

„Also wenn ich ein einzelnes Urteil (iudicium singulare) nicht bloß nach seiner inneren Gültigkeit, sondern auch, als Erkenntnis überhaupt, nach der Größe, die es in Vergleichung mit anderen Erkenntnisses hat, schätze, so ist es allerdings von gemeingültigen Urteilen (iudicia communia) unterschieden, und verdient in einer vollständigen Tafel der Momente des Denkens überhaupt (obgleich zwar freilich nicht in der bloß auf den Gebrauch der Urteile untereinander eingeschränkten Logik) eine besondere Stelle.““

Kant räumte also den singulären Termini in der transzendentalen Logik gegenüber generellen Termini einen gesonderten Platz ein.
Qualität
Urteile der Qualität sind auf die Seinsweise eines Gegenstandes ausgerichtet. Wenn jemand etwas bejaht (S ist P), dann verneint er zugleich das Gegenteil (Nicht: S ist nicht P). Darüber hinaus kann etwas auch eine abweichende Qualität haben (S ist nicht-P), wie etwa in einer mehrwertigen Logik das Tertium non datur aufgehoben wird.
Relationen
Relationen beschreiben Aussageverbindungen zwischen zwei oder mehreren Aussagen.

„Alle Verhältnisse des Denkens in Urteilen sind die a) des Prädikates zum Subjekt, b) des Grundes zur Folge, c) der eingeteilten Erkenntnis und der gesammelten Glieder der Einteilung untereinander.“

Kategorisch bedeutet, dass die Aussage S ist P einfach eine Behauptung ist. Mit hypothetisch wird ein Konditional bezeichnet (Wenn S, dann P). Die Disjunktion ist die Unterscheidung verschiedener Fälle (S ist entweder P oder Q oder R).
Modalität
Modale Urteile beschreiben den Realitätsgehalt einer Aussage. Sie haben insofern einen besonderen Charakter, als sie nichts über die Inhalte eines Urteils aussagen. Sie bestimmen „den Wert der Kopula in Beziehung auf das Denken überhaupt.“ [kann, ist oder muss]

„Problematische Urtheile sind solche, wo man das Bejahen oder Verneinen als bloß möglich (beliebig) annimmt; assertorische, da es als wirklich (wahr) betrachtet wird; apodiktische, in denen man es als notwendig ansieht.* (FN)* Gleich, als wenn das Denken im ersten Fall eine Funktion des Verstandes, im zweiten der Urtheilskraft, im dritten der Vernunft wäre. Eine Bemerkung, die erst in der Folge ihre Aufklärung erwartet [Anm.: im Buch über die Grundsätze].“

### Kategorientafel
Zur Überleitung von der Urteilstafel auf die Kategorientafel, der Tafel der reinen Verstandesbegriffe, erläuterte Kant zunächst den Begriff der Synthesis (Verknüpfung).

„Ich verstehe aber unter Synthesis in der allgemeinsten Bedeutung die Handlung, verschiedene Vorstellungen zueinander hinzutun, und ihre Mannigfaltigkeit in einer Erkenntnis zu begreifen.“

Eine solche Zusammenführung mannigfaltiger Vorstellungen ist Element der transzendentalen Logik, da diese nicht wie die allgemeine Logik von den Inhalten der Erkenntnis abstrahiert, sondern gerade versucht, das Zustandekommen der Inhalte zu erläutern. Wenn diese Synthesis ohne Bezug auf empirische Daten, sondern nur a priori rein im Verstand erfolgt, dann ist es eine reine Synthesis. Wenn die Vorstellungen nicht auf Anschauungen beruhen, entstammen sie nach Kant der Einbildungskraft, einer grundlegenden Funktion des Verstandes.
Die Urteilstafel ist ein System von Aussageformen. Das Verhältnis eines Urteils zu einer Kategorie, als strukturierendem Grundbegriff der Erfahrung, besteht darin, dass die Kategorie das Wesensmerkmal der jeweiligen Urteilsart zum Ausdruck bringt.

„Derselbe Verstand also, und zwar durch eben dieselben Handlungen, wodurch er in Begriffen, vermittelst der analytischen Einheit, die logische Form eines Urteils zu Stande brachte, bringt auch, vermittelst der synthetischen Einheit des Mannigfaltigen in der Anschauung überhaupt, in seine Vorstellungen einen transzendentalen Inhalt, weswegen sie reine Verstandesbegriffe heißen, die a priori auf Objekte gehen, welches die allgemeine Logik nicht leisten kann.“

Entsprechend ergibt sich aus der Urteilstafel für Kant eine analoge Kategorientafel, die in der Struktur völlig gleichförmig ist. Da er sie systematisch entworfen hatte, hielt Kant die Tafel auch für vollständig.
| \| \| \| \| \| \| \| 1. Der Quantität: \| \| \| \| \| \| \| \| \| \| \| \| \| \| \| \| \| \| \| \| \| \| \| \| \| \| \| \| \| \| \| Einheit \| \| \| \| \| \| \| \| \| \| \| \| \| \| \| \| \| \| \| \| \| \| \| \| \| \| \| \| \| \| \| Vielheit \| \| \| \| \| \| \| \| \| \| \| \| \| \| \| \| \| \| \| \| \| \| \| \| \| \| \| \| \| \| \| Allheit. \| \| \| \| \| \| \| \| \| \| \| \| \| \| \| \| \| \| \| \| \| \| \| \| \| 2. Der Qualität: \| 2. Der Qualität: \| 2. Der Qualität: \| 2. Der Qualität: \| 2. Der Qualität: \| 2. Der Qualität: \| \| \| \| \| \| \| 3. Der Relation: \| 3. Der Relation: \| 3. Der Relation: \| 3. Der Relation: \| 3. Der Relation: \| 3. Der Relation: \| \| \| \| \| \| \| \| \| \| \| \| \| \| 2. Der Qualität: \| 2. Der Qualität: \| 2. Der Qualität: \| 2. Der Qualität: \| 2. Der Qualität: \| 2. Der Qualität: \| Realität \| Realität \| Realität \| Realität \| Realität \| Realität \| 3. Der Relation: \| 3. Der Relation: \| 3. Der Relation: \| 3. Der Relation: \| 3. Der Relation: \| 3. Der Relation: \| \| \| \| \| \| \| der Inhärenz und Subsistenz (substantia et accidens) \| der Inhärenz und Subsistenz (substantia et accidens) \| der Inhärenz und Subsistenz (substantia et accidens) \| der Inhärenz und Subsistenz (substantia et accidens) \| der Inhärenz und Subsistenz (substantia et accidens) \| der Inhärenz und Subsistenz (substantia et accidens) \| \| Negation \| Negation \| Negation \| Negation \| Negation \| Negation \| Realität \| Realität \| Realität \| Realität \| Realität \| Realität \| \| \| \| \| \| \| der Causalität und Dependenz (Ursache und Wirkung) \| der Causalität und Dependenz (Ursache und Wirkung) \| der Causalität und Dependenz (Ursache und Wirkung) \| der Causalität und Dependenz (Ursache und Wirkung) \| der Causalität und Dependenz (Ursache und Wirkung) \| der Causalität und Dependenz (Ursache und Wirkung) \| der Inhärenz und Subsistenz (substantia et accidens) \| der Inhärenz und Subsistenz (substantia et accidens) \| der Inhärenz und Subsistenz (substantia et accidens) \| der Inhärenz und Subsistenz (substantia et accidens) \| der Inhärenz und Subsistenz (substantia et accidens) \| der Inhärenz und Subsistenz (substantia et accidens) \| \| Negation \| Negation \| Negation \| Negation \| Negation \| Negation \| Limitation. \| Limitation. \| Limitation. \| Limitation. \| Limitation. \| Limitation. \| \| \| \| \| \| \| der Causalität und Dependenz (Ursache und Wirkung) \| der Causalität und Dependenz (Ursache und Wirkung) \| der Causalität und Dependenz (Ursache und Wirkung) \| der Causalität und Dependenz (Ursache und Wirkung) \| der Causalität und Dependenz (Ursache und Wirkung) \| der Causalität und Dependenz (Ursache und Wirkung) \| der Gemeinschaft (Wechselwirkung zwischen dem Handelnden und dem Leidenden). \| der Gemeinschaft (Wechselwirkung zwischen dem Handelnden und dem Leidenden). \| der Gemeinschaft (Wechselwirkung zwischen dem Handelnden und dem Leidenden). \| der Gemeinschaft (Wechselwirkung zwischen dem Handelnden und dem Leidenden). \| der Gemeinschaft (Wechselwirkung zwischen dem Handelnden und dem Leidenden). \| der Gemeinschaft (Wechselwirkung zwischen dem Handelnden und dem Leidenden). \| \| \| \| \| \| \| \| Limitation. \| Limitation. \| Limitation. \| Limitation. \| Limitation. \| Limitation. \| 4. Der Modalität: \| \| \| \| \| \| \| \| \| \| \| \| der Gemeinschaft (Wechselwirkung zwischen dem Handelnden und dem Leidenden). \| der Gemeinschaft (Wechselwirkung zwischen dem Handelnden und dem Leidenden). \| der Gemeinschaft (Wechselwirkung zwischen dem Handelnden und dem Leidenden). \| der Gemeinschaft (Wechselwirkung zwischen dem Handelnden und dem Leidenden). \| der Gemeinschaft (Wechselwirkung zwischen dem Handelnden und dem Leidenden). \| der Gemeinschaft (Wechselwirkung zwischen dem Handelnden und dem Leidenden). \| \| \| \| \| \| \| \| Möglichkeit – Problematische \| \| \| \| \| \| \| \| \| \| \| \| \| \| \| \| \| \| \| \| \| \| \| \| \| \| \| \| \| \| \| Dasein – Nichtsein \| \| \| \| \| \| \| \| \| \| \| \| \| \| \| \| \| \| \| \| \| \| \| \| \| \| \| \| \| \| \| Nothwendigkeit – Zufälligkeit. \| \| \| \| \| \| \| \| \| \| \| \| \| \| \| \| \| \| \| \| \| \| \| \| |                  |                  |                  |                  |                  |                                |             |             |             |             |             |                   |                  |                  |                  |                  |                  |                                                    |                                                    |                                                    |                                                    |                                                    |                                                    |                                                                              |                                                                              |                                                                              |                                                                              |                                                                              |                                                                              |
| Abb. 3: „Tafel der Kategorien.“, Darstellung ähnlich Immanuel Kant: AA III, 93 |                  |                  |                  |                  |                  |                                |             |             |             |             |             |                   |                  |                  |                  |                  |                  |                                                    |                                                    |                                                    |                                                    |                                                    |                                                    |                                                                              |                                                                              |                                                                              |                                                                              |                                                                              |                                                                              |
| |                  |                  |                  |                  |                  | 1. Der Quantität:              |             |             |             |             |             |                   |                  |                  |                  |                  |                  |                                                    |                                                    |                                                    |                                                    |                                                    |                                                    |                                                                              |                                                                              |                                                                              |                                                                              |                                                                              |                                                                              |
| |                  |                  |                  |                  |                  | Einheit                        |             |             |             |             |             |                   |                  |                  |                  |                  |                  |                                                    |                                                    |                                                    |                                                    |                                                    |                                                    |                                                                              |                                                                              |                                                                              |                                                                              |                                                                              |                                                                              |
| |                  |                  |                  |                  |                  | Vielheit                       |             |             |             |             |             |                   |                  |                  |                  |                  |                  |                                                    |                                                    |                                                    |                                                    |                                                    |                                                    |                                                                              |                                                                              |                                                                              |                                                                              |                                                                              |                                                                              |
| |                  |                  |                  |                  |                  | Allheit.                       |             |             |             |             |             |                   |                  |                  |                  |                  |                  |                                                    |                                                    |                                                    |                                                    |                                                    |                                                    |                                                                              |                                                                              |                                                                              |                                                                              |                                                                              |                                                                              |
| 2. Der Qualität: | 2. Der Qualität: | 2. Der Qualität: | 2. Der Qualität: | 2. Der Qualität: | 2. Der Qualität: |                                |             |             |             |             |             | 3. Der Relation:  | 3. Der Relation: | 3. Der Relation: | 3. Der Relation: | 3. Der Relation: | 3. Der Relation: |                                                    |                                                    |                                                    |                                                    |                                                    |                                                    |                                                                              |                                                                              |                                                                              |                                                                              |                                                                              |                                                                              |
| 2. Der Qualität: | 2. Der Qualität: | 2. Der Qualität: | 2. Der Qualität: | 2. Der Qualität: | 2. Der Qualität: | Realität                       | Realität    | Realität    | Realität    | Realität    | Realität    | 3. Der Relation:  | 3. Der Relation: | 3. Der Relation: | 3. Der Relation: | 3. Der Relation: | 3. Der Relation: |                                                    |                                                    |                                                    |                                                    |                                                    |                                                    | der Inhärenz und Subsistenz (substantia et accidens)                         | der Inhärenz und Subsistenz (substantia et accidens)                         | der Inhärenz und Subsistenz (substantia et accidens)                         | der Inhärenz und Subsistenz (substantia et accidens)                         | der Inhärenz und Subsistenz (substantia et accidens)                         | der Inhärenz und Subsistenz (substantia et accidens)                         |
| Negation | Negation         | Negation         | Negation         | Negation         | Negation         | Realität                       | Realität    | Realität    | Realität    | Realität    | Realität    |                   |                  |                  |                  |                  |                  | der Causalität und Dependenz (Ursache und Wirkung) | der Causalität und Dependenz (Ursache und Wirkung) | der Causalität und Dependenz (Ursache und Wirkung) | der Causalität und Dependenz (Ursache und Wirkung) | der Causalität und Dependenz (Ursache und Wirkung) | der Causalität und Dependenz (Ursache und Wirkung) | der Inhärenz und Subsistenz (substantia et accidens)                         | der Inhärenz und Subsistenz (substantia et accidens)                         | der Inhärenz und Subsistenz (substantia et accidens)                         | der Inhärenz und Subsistenz (substantia et accidens)                         | der Inhärenz und Subsistenz (substantia et accidens)                         | der Inhärenz und Subsistenz (substantia et accidens)                         |
| Negation | Negation         | Negation         | Negation         | Negation         | Negation         | Limitation.                    | Limitation. | Limitation. | Limitation. | Limitation. | Limitation. |                   |                  |                  |                  |                  |                  | der Causalität und Dependenz (Ursache und Wirkung) | der Causalität und Dependenz (Ursache und Wirkung) | der Causalität und Dependenz (Ursache und Wirkung) | der Causalität und Dependenz (Ursache und Wirkung) | der Causalität und Dependenz (Ursache und Wirkung) | der Causalität und Dependenz (Ursache und Wirkung) | der Gemeinschaft (Wechselwirkung zwischen dem Handelnden und dem Leidenden). | der Gemeinschaft (Wechselwirkung zwischen dem Handelnden und dem Leidenden). | der Gemeinschaft (Wechselwirkung zwischen dem Handelnden und dem Leidenden). | der Gemeinschaft (Wechselwirkung zwischen dem Handelnden und dem Leidenden). | der Gemeinschaft (Wechselwirkung zwischen dem Handelnden und dem Leidenden). | der Gemeinschaft (Wechselwirkung zwischen dem Handelnden und dem Leidenden). |
| |                  |                  |                  |                  |                  | Limitation.                    | Limitation. | Limitation. | Limitation. | Limitation. | Limitation. | 4. Der Modalität: |                  |                  |                  |                  |                  |                                                    |                                                    |                                                    |                                                    |                                                    |                                                    | der Gemeinschaft (Wechselwirkung zwischen dem Handelnden und dem Leidenden). | der Gemeinschaft (Wechselwirkung zwischen dem Handelnden und dem Leidenden). | der Gemeinschaft (Wechselwirkung zwischen dem Handelnden und dem Leidenden). | der Gemeinschaft (Wechselwirkung zwischen dem Handelnden und dem Leidenden). | der Gemeinschaft (Wechselwirkung zwischen dem Handelnden und dem Leidenden). | der Gemeinschaft (Wechselwirkung zwischen dem Handelnden und dem Leidenden). |
| |                  |                  |                  |                  |                  | Möglichkeit – Problematische   |             |             |             |             |             |                   |                  |                  |                  |                  |                  |                                                    |                                                    |                                                    |                                                    |                                                    |                                                    |                                                                              |                                                                              |                                                                              |                                                                              |                                                                              |                                                                              |
| |                  |                  |                  |                  |                  | Dasein – Nichtsein             |             |             |             |             |             |                   |                  |                  |                  |                  |                  |                                                    |                                                    |                                                    |                                                    |                                                    |                                                    |                                                                              |                                                                              |                                                                              |                                                                              |                                                                              |                                                                              |
| |                  |                  |                  |                  |                  | Nothwendigkeit – Zufälligkeit. |             |             |             |             |             |                   |                  |                  |                  |                  |                  |                                                    |                                                    |                                                    |                                                    |                                                    |                                                    |                                                                              |                                                                              |                                                                              |                                                                              |                                                                              |                                                                              |

In den in der zweiten Auflage beigefügten Erläuterungen zur Kategorientafel unterschied Kant zwei Klassen (Quantität und Qualität) als mathematische Klassen und die beiden anderen Klassen (Relation und Modalität) als dynamische Klassen. Die ersten beiden Klassen beziehen sich direkt auf Anschauungen. Die Kategorien der dynamischen Klassen beziehen sich hingegen auf das Dasein der Gegenstände überhaupt. Dynamisch sind sie, weil sie Beziehungen und Veränderungen beschreiben. Kant verwies weiterhin darauf, dass zwar die dritte Kategorie einer jeden Klasse „allenthalben aus der Verbindung der zweiten mit der ersten in ihrer Klasse entspringt“ (B 111), dennoch die dritte Kategorie nicht bloß abgeleitet ist, sondern jeweils eine eigene Bedeutung enthält. So ist der Begriff der Zahl mit der Kategorie Allheit, der der Unendlichkeit mit der Kategorie Einheit verknüpft. Die Kategorie der Gemeinschaft (Wechselwirkung) drückt eine andere Wirkungsbeziehung aus als die Kategorie der Kausalität (Reihenfolge und Abhängigkeit).
Die in der Scholastik bedeutsamen Kategorien „das Eine, das Wahre, das Gute“ führte Kant auf die Klasse der Quantität zurück. Dies kann man, wenn man Quantität nicht numerisch, sondern qualitativ auffasst. Einheit ist eine solche qualitative Zusammenfassung des Mannigfaltigen, die sich dann als Eines darstellt. Das Wahre zeigt sich, wenn es für eine Vielzahl von Fällen in der objektiven Realität gültig ist. Und das Gute ist Ausdruck von Vollkommenheit, also ein Fall der Allheit.

### Transzendentale Deduktion der Verstandesbegriffe
Wie in der transzendentalen Ästhetik die Herleitung der Funktion der reinen Anschauungen Raum und Zeit in den zwei Schritten einer metaphysischen und einer transzendentalen Deduktion erfolgte, so ging Kant auch bei der Darstellung der Funktion der Kategorien für die Erkenntnis vor. Die Aufstellung der Urteilstafel und die Ableitung der Kategorien hieraus ist die metaphysische Deduktion der Kategorien.
Der nächste Schritt ist nun die transzendentale (nicht-empirische) Deduktion, in der Kant nachweisen wollte, wie die reinen Verstandesbegriffe Grundlage der nur im Verstand gebildeten Strukturen und Erkenntnisse der Erfahrungswirklichkeit sind. Sie ist „die Erklärung der Art, wie sich Begriffe a priori auf Gegenstände beziehen können“. (B 117) Wie die transzendentale Ästhetik eine Begründung für die Möglichkeit von Mathematik liefert, so ergibt sich dann aus der transzendentalen Analytik eine Begründung für die Möglichkeit von Naturwissenschaften. Kant wollte zeigen, dass die Kategorien notwendige Bedingungen (Bedingungen der Möglichkeit) einer jeden Erfahrung und damit der Naturwissenschaft sind. Ohne die a priori vorhandenen Kategorien kann der Mensch Gegenstände überhaupt nicht denken. Jede wissenschaftliche Aussage ist theoriegeladen und zwar aufgrund der im Verstand immer schon vorhandenen Denkmuster.

#### Das Beweisziel (§§ 13–14)
Der Nachweis der Notwendigkeit von Raum und Zeit als Erkenntnisse a priori war aus Sicht von Kant relativ einfach, weil diese sich auf Objekte der empirischen Anschauung beziehen. Bei den Kategorien des Verstandes besteht das Problem hingegen darin, dass sie subjektive Bedingungen des Denkens sind. Für ihre objektive Gültigkeit gibt es keinen empirischen Maßstab. Dies zeigt sich am Beispiel der Kausalität, wo man zwar zwei Erscheinungen wahrnimmt, aber nicht das Bewirken selbst.
„Erscheinungen geben gar wohl Fälle an die Hand, aus denen eine Regel möglich ist, nach der etwas gewöhnlicher maßen geschieht, aber niemals, dass der Erfolg notwendig sei: daher der Synthesis der Ursache und Wirkung auch eine Dignität anhängt, die man gar nicht empirisch ausdrücken kann, nämlich dass die Wirkung nicht bloß zu der Ursache hinzu komme, sondern durch dieselbe gesetzt sei, und aus ihr erfolge. Diese strenge Allgemeinheit der Regel ist auch gar keine Eigenschaft empirischer Regeln, die durch Induktion keine andere als komparative Allgemeinheit, d.i. ausgebreitete Brauchbarkeit bekommen können.“ (B 124)
Gerade aus der Tatsache, dass ein Phänomen wie Kausalität nicht beobachtet werden kann, ergab sich für Kant die Frage, welche Rolle der Verstand bei der Erkenntnis spielt, ob es also Leistungen des Verstandes unabhängig von der Erfahrung gibt.
„Nun frägt es sich, ob nicht auch Begriffe a priori vorausgehen, als Bedingungen, unter denen allein etwas, wenn gleich nicht angeschauet, dennoch als Gegenstand überhaupt gedacht wird, denn alsdann ist alle empirische Erkenntnis der Gegenstände solchen Begriffen notwendigerweise gemäß, weil, ohne deren Voraussetzung, nichts als Objekt der Erfahrung möglich ist.“ (B 126/127)
Locke hatte aus Sicht von Kant versucht, solche Phänomene empirisch zu erklären und sich dabei über alle Erfahrungsgrenzen hinausgewagt. Hume hatte hingegen diese Grenze erkannt, die entsprechenden Begriffe aber nicht mit Leistungen des Verstandes, sondern mit Gewohnheit erklärt. Kant hielt beide Konzepte für unbefriedigend.
„Die empirische Ableitung aber, worauf beide verfielen, lässt sich mit der Wirklichkeit der wissenschaftlichen Erkenntnisse a priori, die wir haben, nämlich der reinen Mathematik und allgemeinen Naturwissenschaft nicht vereinigen, und wird also durch das Faktum widerlegt.“ (B127–128)
Die Konsequenz ist entweder Schwärmerei (Locke) oder Skeptizismus (Hume). Genau das wollte Kant vermeiden.
„Wir sind jetzt im Begriffe, einen Versuch zu machen, ob man nicht die menschliche Vernunft zwischen diesen beiden Klippen glücklich hindurchbringen, ihr bestimmte Grenzen anweisen, und dennoch das ganze Feld ihrer zweckmäßigen Tätigkeit für geöffnet erhalten können.“ (B 128)
Aufgabe der transzendentalen Deduktion ist es zu zeigen, dass Wahrnehmungsurteile mit Hilfe der Kategorien in Erfahrungsurteile umgewandelt werden. Kategorien sind konstitutiv für Erfahrung und bilden den Maßstab für objektive Erfahrung.

#### Die Einheit der Apperzeption (§§ 15–25)
Unter „Apperzeption“ verstand Kant das Vermögen des Verstandes, aus den sinnlichen Wahrnehmungen durch Synthesis klare Vorstellungen zu bilden. Dieses Vermögen ist das Vermögen eines Subjekts. Deshalb bestimmte Kant Apperzeption auch als Selbstbewusstsein.
„Das Bewusstsein seiner selbst (Apperzeption) ist die einfache Vorstellung des ich, und, wenn dadurch allein alles Mannigfaltige im Subjekt selbsttätig gegeben wäre, so würde die innere Anschauung intellektuell sein.“ (B 69)
Kants Ausgangspunkt der Deduktion war, dass eine Verbindung der in der Wahrnehmung erfassten Mannigfaltigkeit nicht im Bereich der Sinne erfolgt, denn diese sind nur passiv (rezeptiv), sondern durch eine aktive Handlung (Spontaneität) des Verstandes, die Kant Vorstellungskraft nannte.
„Allein die Verbindung (conjunctio), eines Mannigfaltigen überhaupt, kann niemals durch Sinne in uns kommen, und kann also auch nicht in der reinen Form der sinnlichen Anschauung zugleich mit enthalten sein; denn sie ist ein Actus der Spontaneität der Vorstellungskraft.“ (B 130)
Damit der Vorgang der Verknüpfung von rezeptiv entstandener Anschauung und spontaner Vorstellungskraft überhaupt erfolgen kann, bedarf es einer Instanz, die der Ursprung dieses Prozesses ist. Diese Instanz sah Kant im Selbstbewusstsein.
„Das: Ich denke, muss alle meine Vorstellungen begleiten können; denn sonst würde etwas in mir vorgestellt werden, was gar nicht gedacht werden könnte, welches eben so viel heißt, als die Vorstellung würde entweder unmöglich, oder wenigstens für mich nichts sein.“ (B131–132)
„Der Gedanke: diese in der Anschauung gegebene Vorstellungen gehören mir insgesamt zu, heißt danach so viel, als ich vereinige sie in einem Selbstbewusstsein, oder kann sie wenigstens darin vereinigen.“ (B 134)
„Und so ist die synthetische Einheit der Apperzeption der höchste Punkt, an dem man allen Verstandesgebrauch, selbst die ganze Logik, und, nach ihr, die Transzendental-Philosophie heften muss, ja dieses Vermögen ist der Verstand selbst.“ (Anm. B 134)
Kant unterschied im Selbstbewusstsein zwei Ebenen. Zum einen ist das Selbstbewusstsein empirisch. Neben Gegenständen, die durch die äußeren Sinne erfasst werden (durch Sehen, Hören, Fühlen, Schmecken, Riechen), gibt es auch eine innere sinnliche Wahrnehmung von körperlichen Zuständen (Schmerz, Lust), zu denen auch die psychischen Zustände (Freude, Langweile) zu zählen sind. Diese Vorstellungen beruhen auf Anschauungen, die als empirische Erscheinungen im Verstand zur Einheit gebracht werden.
Daneben gibt es aber noch eine Ich-Vorstellung, die von allen empirischen, auch von den leiblichen Anschauungen losgelöst ist. Dies ist das eine „Ich denke“, in dem jede Vorstellung als eine eigene Vorstellung (mit)gedacht wird. Aus dieser reinen Vorstellung schöpft der Mensch für Kant seine Identität. Wie die wahrgenommene Natur wird auch das Selbst des Menschen durch Denkprozesse strukturiert und zur Einheit gebracht. Die Vorstellung des „Ich denke“ ermöglicht erst ein einheitliches Bewusstsein. Dieses nicht-empirische „Ich denke“ ist zwar nicht immer bewusst, man kann aber keinen bewussten Gedanken fassen, ohne im Hintergrund immer das „Ich denke“ mitzudenken. Es ist dem Menschen gewiss. Der Inhalt des Denkens wird im inneren Sinn erfasst und ist (subjektive) Erscheinung (B 139). Jeder Gedanke ist immer mein Gedanke. Das „Ich denke“ ist ebenso die reine Vorstellung des Denkens, wie Raum und Zeit die reinen Anschauungen der Wahrnehmung sind.
Diese Art des Selbstbewusstseins nannte Kant „transzendentale Apperzeption“.
„Die transzendentale Einheit der Apperzeption ist diejenige, durch welche alles in einer reinen Anschauung gegebene Mannigfaltige in einem Begriff vom Objekt vereinigt wird. Sie heißt darum objektiv, und muss von der subjektiven Einheit des Bewusstsein unterschieden werden, die eine Bestimmung des inneren Sinnes ist, dadurch jedes Mannigfaltige der Anschauung zu einer solchen Verbindung empirisch gegeben wird.“ (B 140)
Empfindungen sind nur subjektiv. Wenn man einen Körper hebt, so hat man das Gefühl einer gewissen Schwere. Erkenntnis entsteht dadurch, dass man die Empfindung durch ein Urteil auf einen Begriff bringt. Wenn man sagt: Dieser Körper ist schwer, dann hat man durch dieses Urteil einen objektiven Sachverhalt begrifflich gefasst. Die Aussage führt zur Objektivität des Begriffs, indem sie auch für einen anderen nachvollziehbar wird. Das „Ich denke“ gilt nicht nur für ein bestimmtes Subjekt, sondern ist überindividuell. Da die Kategorien als reine Verstandesbegriffe den Urteilen ihre Form geben, sind sie notwendige Voraussetzungen (Bedingung der Möglichkeit) von Erkenntnissen.
Die Einheit der Apperzeption (das „Ich denke“), die Kategorien als reine Verstandesbegriffe sowie Raum und Zeit als reine Anschauungen sind im Konzept Kants die Grundlagen der menschlichen Erkenntnis. Dies kann man laut Kant analytisch feststellen, aber nicht begründen, warum das so ist.
„Von der Eigentümlichkeit unseres Verstandes aber, nur vermittelst der Kategorien und gerade durch diese Art und Zahl derselben Einheit der Apperzeption a priori zu Stande zu bringen, lässt sich eben so wenig ferner ein Grund angeben, als warum wir gerade diese und keine andere Funktion zu Urteilen haben, oder warum Zeit und Raum die einzigen Formen unserer möglichen Anschauung sind.“ (B 145)
Erkenntnis entsteht nur durch die Anwendung der reinen Vernunftbegriffe, selbst in der Mathematik, deren Prinzipien ja a priori sind (B 147). Die Mathematik ist an sich ein formales System. Ob sie auf Fragen der Erkenntnis der Natur anwendbar ist, ergibt sich erst aus der Anschauung. Sobald man ein Objekt vorstellt, muss dieses Eigenschaften haben, die man auch in der sinnlichen Anschauung erfassen kann. Es gibt keine Objekte ohne sinnliche Anschauung.
„Diese weitere Ausdehnung der Begriffe, über unsere sinnliche Anschauung hinaus, hilft uns aber zu nichts. Denn es sind alsdenn leere Begriffe von Objekten, von denen, ob sie nur einmal möglich sind oder nicht, wir durch jene gar nicht urteilen können, bloße Gedankenformen ohne objektive Realität,“ (B 148)
Nun verfügt der Mensch über Einbildungskraft. Dies ist „das Vermögen, einen Gegenstand auch ohne Gegenwart in der Anschauung vorzustellen.“ (B 151) Einbildungskraft unterscheidet sich nach Kant von der bloß intellektuellen Synthesis durch ihren Bezug auf Anschauungen, sie ist also Teil der Sinnlichkeit. Soweit Einbildungskraft nicht nur reproduktiv, sondern auch spontan ist, nannte Kant sie produktive Einbildungskraft. Durch sie wird der innere Sinn affiziert, analog der Affizierung der äußeren Sinne im Fall der Wahrnehmung. Entsprechend kann man nach Kant auch den Vorgang der Selbstreflexion erklären.
„Ich, als Intelligenz und denkend Subjekt, erkenne mich selbst als gedachtes Objekt, so fern ich mir noch über das in der Anschauung gegeben bin, nur gleich anderen Phänomenen, nicht wie ich im Verstande bin, sondern wie ich mir erscheine, hat nicht mehr auch nicht weniger Schwierigkeiten bei sich, als wie ich mir selbst überhaupt ein Objekt und zwar der inneren Anschauung und inneren Wahrnehmung sein könne.“ (B 155–156)
Der Mensch erkennt, dass er ist. Er erkennt, wie er ist als Erscheinung. Er erkennt aber nicht, was er ist, als den Dingen an sich zugehörig.

#### Die Anwendbarkeit der Kategorien (§§ 26–27)
Nachdem in der metaphysischen Deduktion der Ursprung der Kategorien gezeigt und in der transzendentalen Deduktion ihre Notwendigkeit für die Erkenntnis begründet wurde, wollte Kant in einem weiteren Schritt ihre Anwendbarkeit auf die Natur zeigen.
„Kategorien sind Begriffe, welche den Erscheinungen, mithin der Natur, als Inbegriff aller Erscheinung (natura materialiter spectata [die materiell angeschaute Natur]), Gesetze a priori vorschreiben.“ (B 164)
Kant bezeichnete rhetorisch die Aussage als befremdlich, dass die Natur sich nach dem Verstand richtet. Dies liegt nach seiner Auffassung an den Prinzipien, die der Mensch in die Natur hineindenkt.
„Denn Gesetze existieren eben so wenig in den Erscheinungen, sondern nur relativ auf das Subjekt, dem die Erscheinungen inhärieren, so fern es Verstand hat, als Erscheinungen nicht an sich existieren, sondern nur relativ auf dasselbe Wesen, so fern es Sinne hat.“ (B 164)
Erscheinungen sind nur Vorstellungen von den Dingen, die an sich nicht erkannt werden können. Sie sind untereinander auch nicht verknüpft. Die gedachten Verknüpfungen entstammen dem menschlichen Verstand. Allerdings ist der Mensch nicht frei, beliebige Verknüpfungen zu denken. Es ist auf Erfahrungen angewiesen. Dies beinhaltet die Rezeptivität der Sinne. Es gibt also nach Kant durchaus eine Welt an sich. Nur ist diese für den Menschen nicht so erfassbar, wie sie ist. Denn der Mensch ist zugleich begrenzt durch sein Erkenntnisvermögen, das durch die Anschauungsformen (Raum und Zeit) und durch die Verstandesbegriffe (Kategorien) limitiert ist.

## Analytik der Grundsätze
Die Analytik der Grundsätze ist der zweite Teil (das zweite Buch) der transzendentalen Analytik. Nach der Ableitung der Kategorien aus der Urteilstafel (der metaphysischen Deduktion) und der Begründung der Gültigkeit der Kategorien für alle Erfahrung (der transzendentalen Deduktion) wollte Kant nun zeigen, wie synthetische Urteile a priori eine Verbindung zwischen Anschauungen und reinen Verstandesbegriffen herstellen.
Die Analytik der Grundsätze ist damit eine Doktrin (Lehre) von Verstand (Begriff), Urteilskraft (Urteil) und Vernunft (Schlüsse) und dem Zusammenspiel dieser drei Erkenntnisvermögen.

### Schematismus der reinen Verstandesbegriffe
Kant war der Auffassung, dass es im Verstand das Vermögen gibt, durch ein transzendentales Schema eine Vermittlung zwischen den Kategorien und den konkreten Erscheinungen vorzunehmen. Transzendental ist ein solches Schema, weil es nicht unmittelbar mit einer anschaulichen Vorstellung verbunden ist. So kann man sich kein ideales Dreieck vorstellen. Dennoch kann man unter den Begriff des Dreiecks beliebige Dreiecke, ob spitz- oder stumpfwinklig, ob gleichseitig oder rechtwinklig subsumieren. Dass das vierbeinige Lebewesen dort ein Hund und nicht eine Katze ist, lernt man nicht durch eine Definition, sondern man erkennt es aufgrund eines Schemas. Schemata dienen der Zuordnung von Anschauungen zu den richtigen Begriffen. Ein Schema beinhaltet nichts empirisch Einzelnes, sondern eine Struktur. Transzendental sind die Schemata, mit denen beurteilt wird, welche Kategorie zutreffend ist. Dabei können die einzelnen Merkmale eines Schemas sehr unterschiedlich ausfallen.
| \| \| \| \| \| \| \| 1. der Größe \| \| \| \| \| \| \| \| \| \| \| \| \| \| \| \| \| \| \| \| \| \| \| \| \| \| \| \| \| \| \| Zahl \| \| \| \| \| \| \| \| \| \| \| \| \| \| \| \| \| \| \| \| \| \| \| \| \| \| \| \| \| \| \| Vorstellung, die die successive Addition von Einem zu Einem (Gleichartigen) zusammenfasst \| \| \| \| \| \| \| \| \| \| \| \| \| \| \| \| \| \| \| \| \| \| \| \| \| \| \| \| \| \| \| Zeitreihe. \| \| \| \| \| \| \| \| \| \| \| \| \| \| \| \| \| \| \| \| \| \| \| \| \| 2.der Qualität \| 2.der Qualität \| 2.der Qualität \| 2.der Qualität \| 2.der Qualität \| 2.der Qualität \| \| \| \| \| \| \| 3. der Relation \| 3. der Relation \| 3. der Relation \| 3. der Relation \| 3. der Relation \| 3. der Relation \| \| \| \| \| \| \| \| \| \| \| \| \| \| 2.der Qualität \| 2.der Qualität \| 2.der Qualität \| 2.der Qualität \| 2.der Qualität \| 2.der Qualität \| Intensität \| Intensität \| Intensität \| Intensität \| Intensität \| Intensität \| 3. der Relation \| 3. der Relation \| 3. der Relation \| 3. der Relation \| 3. der Relation \| 3. der Relation \| \| \| \| \| \| \| Beharrlichkeit, Abfolge von Realem, Zugleichsein \| Beharrlichkeit, Abfolge von Realem, Zugleichsein \| Beharrlichkeit, Abfolge von Realem, Zugleichsein \| Beharrlichkeit, Abfolge von Realem, Zugleichsein \| Beharrlichkeit, Abfolge von Realem, Zugleichsein \| Beharrlichkeit, Abfolge von Realem, Zugleichsein \| \| kontinuierliche und gleichförmige Erzeugung einer Bestimmung von Null bis zu seinem Grad oder umgekehrt \| kontinuierliche und gleichförmige Erzeugung einer Bestimmung von Null bis zu seinem Grad oder umgekehrt \| kontinuierliche und gleichförmige Erzeugung einer Bestimmung von Null bis zu seinem Grad oder umgekehrt \| kontinuierliche und gleichförmige Erzeugung einer Bestimmung von Null bis zu seinem Grad oder umgekehrt \| kontinuierliche und gleichförmige Erzeugung einer Bestimmung von Null bis zu seinem Grad oder umgekehrt \| kontinuierliche und gleichförmige Erzeugung einer Bestimmung von Null bis zu seinem Grad oder umgekehrt \| Intensität \| Intensität \| Intensität \| Intensität \| Intensität \| Intensität \| \| \| \| \| \| \| unveränderter Gegenstand, Succession unter einer Regel, Bestimmungen des Einen und des Anderen begingen sich nach einer allgemeinen Regel. \| unveränderter Gegenstand, Succession unter einer Regel, Bestimmungen des Einen und des Anderen begingen sich nach einer allgemeinen Regel. \| unveränderter Gegenstand, Succession unter einer Regel, Bestimmungen des Einen und des Anderen begingen sich nach einer allgemeinen Regel. \| unveränderter Gegenstand, Succession unter einer Regel, Bestimmungen des Einen und des Anderen begingen sich nach einer allgemeinen Regel. \| unveränderter Gegenstand, Succession unter einer Regel, Bestimmungen des Einen und des Anderen begingen sich nach einer allgemeinen Regel. \| unveränderter Gegenstand, Succession unter einer Regel, Bestimmungen des Einen und des Anderen begingen sich nach einer allgemeinen Regel. \| Beharrlichkeit, Abfolge von Realem, Zugleichsein \| Beharrlichkeit, Abfolge von Realem, Zugleichsein \| Beharrlichkeit, Abfolge von Realem, Zugleichsein \| Beharrlichkeit, Abfolge von Realem, Zugleichsein \| Beharrlichkeit, Abfolge von Realem, Zugleichsein \| Beharrlichkeit, Abfolge von Realem, Zugleichsein \| \| kontinuierliche und gleichförmige Erzeugung einer Bestimmung von Null bis zu seinem Grad oder umgekehrt \| kontinuierliche und gleichförmige Erzeugung einer Bestimmung von Null bis zu seinem Grad oder umgekehrt \| kontinuierliche und gleichförmige Erzeugung einer Bestimmung von Null bis zu seinem Grad oder umgekehrt \| kontinuierliche und gleichförmige Erzeugung einer Bestimmung von Null bis zu seinem Grad oder umgekehrt \| kontinuierliche und gleichförmige Erzeugung einer Bestimmung von Null bis zu seinem Grad oder umgekehrt \| kontinuierliche und gleichförmige Erzeugung einer Bestimmung von Null bis zu seinem Grad oder umgekehrt \| Zeitinhalt. \| Zeitinhalt. \| Zeitinhalt. \| Zeitinhalt. \| Zeitinhalt. \| Zeitinhalt. \| \| \| \| \| \| \| unveränderter Gegenstand, Succession unter einer Regel, Bestimmungen des Einen und des Anderen begingen sich nach einer allgemeinen Regel. \| unveränderter Gegenstand, Succession unter einer Regel, Bestimmungen des Einen und des Anderen begingen sich nach einer allgemeinen Regel. \| unveränderter Gegenstand, Succession unter einer Regel, Bestimmungen des Einen und des Anderen begingen sich nach einer allgemeinen Regel. \| unveränderter Gegenstand, Succession unter einer Regel, Bestimmungen des Einen und des Anderen begingen sich nach einer allgemeinen Regel. \| unveränderter Gegenstand, Succession unter einer Regel, Bestimmungen des Einen und des Anderen begingen sich nach einer allgemeinen Regel. \| unveränderter Gegenstand, Succession unter einer Regel, Bestimmungen des Einen und des Anderen begingen sich nach einer allgemeinen Regel. \| Zeitordnung. \| Zeitordnung. \| Zeitordnung. \| Zeitordnung. \| Zeitordnung. \| Zeitordnung. \| \| \| \| \| \| \| \| Zeitinhalt. \| Zeitinhalt. \| Zeitinhalt. \| Zeitinhalt. \| Zeitinhalt. \| Zeitinhalt. \| 4. Der Modalität: \| \| \| \| \| \| \| \| \| \| \| \| Zeitordnung. \| Zeitordnung. \| Zeitordnung. \| Zeitordnung. \| Zeitordnung. \| Zeitordnung. \| \| \| \| \| \| \| \| Dasein \| \| \| \| \| \| \| \| \| \| \| \| \| \| \| \| \| \| \| \| \| \| \| \| \| \| \| \| \| \| \| zu irgendeiner Zeit, zu einer bestimmten Zeit, zu jeder Zeit \| \| \| \| \| \| \| \| \| \| \| \| \| \| \| \| \| \| \| \| \| \| \| \| \| \| \| \| \| \| \| Zeitinbegriff. \| \| \| \| \| \| \| \| \| \| \| \| \| \| \| \| \| \| \| \| \| \| \| \| | | | | | |                                                                                           |             |             |             |             |             |                   |                 |                 |                 |                 |                 | | | | | | |                                                  |                                                  |                                                  |                                                  |                                                  |                                                  |
| Abb. 4: Schemata der reinen Verstandesbegriffe nach Immanuel Kant: AA IV, 102 f. | | | | | |                                                                                           |             |             |             |             |             |                   |                 |                 |                 |                 |                 | | | | | | |                                                  |                                                  |                                                  |                                                  |                                                  |                                                  |
| | | | | | | 1. der Größe                                                                              |             |             |             |             |             |                   |                 |                 |                 |                 |                 | | | | | | |                                                  |                                                  |                                                  |                                                  |                                                  |                                                  |
| | | | | | | Zahl                                                                                      |             |             |             |             |             |                   |                 |                 |                 |                 |                 | | | | | | |                                                  |                                                  |                                                  |                                                  |                                                  |                                                  |
| | | | | | | Vorstellung, die die successive Addition von Einem zu Einem (Gleichartigen) zusammenfasst |             |             |             |             |             |                   |                 |                 |                 |                 |                 | | | | | | |                                                  |                                                  |                                                  |                                                  |                                                  |                                                  |
| | | | | | | Zeitreihe.                                                                                |             |             |             |             |             |                   |                 |                 |                 |                 |                 | | | | | | |                                                  |                                                  |                                                  |                                                  |                                                  |                                                  |
| 2.der Qualität | 2.der Qualität                                                                                          | 2.der Qualität                                                                                          | 2.der Qualität                                                                                          | 2.der Qualität                                                                                          | 2.der Qualität                                                                                          |                                                                                           |             |             |             |             |             | 3. der Relation   | 3. der Relation | 3. der Relation | 3. der Relation | 3. der Relation | 3. der Relation | | | | | | |                                                  |                                                  |                                                  |                                                  |                                                  |                                                  |
| 2.der Qualität | 2.der Qualität                                                                                          | 2.der Qualität                                                                                          | 2.der Qualität                                                                                          | 2.der Qualität                                                                                          | 2.der Qualität                                                                                          | Intensität                                                                                | Intensität  | Intensität  | Intensität  | Intensität  | Intensität  | 3. der Relation   | 3. der Relation | 3. der Relation | 3. der Relation | 3. der Relation | 3. der Relation | | | | | | | Beharrlichkeit, Abfolge von Realem, Zugleichsein | Beharrlichkeit, Abfolge von Realem, Zugleichsein | Beharrlichkeit, Abfolge von Realem, Zugleichsein | Beharrlichkeit, Abfolge von Realem, Zugleichsein | Beharrlichkeit, Abfolge von Realem, Zugleichsein | Beharrlichkeit, Abfolge von Realem, Zugleichsein |
| kontinuierliche und gleichförmige Erzeugung einer Bestimmung von Null bis zu seinem Grad oder umgekehrt | kontinuierliche und gleichförmige Erzeugung einer Bestimmung von Null bis zu seinem Grad oder umgekehrt | kontinuierliche und gleichförmige Erzeugung einer Bestimmung von Null bis zu seinem Grad oder umgekehrt | kontinuierliche und gleichförmige Erzeugung einer Bestimmung von Null bis zu seinem Grad oder umgekehrt | kontinuierliche und gleichförmige Erzeugung einer Bestimmung von Null bis zu seinem Grad oder umgekehrt | kontinuierliche und gleichförmige Erzeugung einer Bestimmung von Null bis zu seinem Grad oder umgekehrt | Intensität                                                                                | Intensität  | Intensität  | Intensität  | Intensität  | Intensität  |                   |                 |                 |                 |                 |                 | unveränderter Gegenstand, Succession unter einer Regel, Bestimmungen des Einen und des Anderen begingen sich nach einer allgemeinen Regel. | unveränderter Gegenstand, Succession unter einer Regel, Bestimmungen des Einen und des Anderen begingen sich nach einer allgemeinen Regel. | unveränderter Gegenstand, Succession unter einer Regel, Bestimmungen des Einen und des Anderen begingen sich nach einer allgemeinen Regel. | unveränderter Gegenstand, Succession unter einer Regel, Bestimmungen des Einen und des Anderen begingen sich nach einer allgemeinen Regel. | unveränderter Gegenstand, Succession unter einer Regel, Bestimmungen des Einen und des Anderen begingen sich nach einer allgemeinen Regel. | unveränderter Gegenstand, Succession unter einer Regel, Bestimmungen des Einen und des Anderen begingen sich nach einer allgemeinen Regel. | Beharrlichkeit, Abfolge von Realem, Zugleichsein | Beharrlichkeit, Abfolge von Realem, Zugleichsein | Beharrlichkeit, Abfolge von Realem, Zugleichsein | Beharrlichkeit, Abfolge von Realem, Zugleichsein | Beharrlichkeit, Abfolge von Realem, Zugleichsein | Beharrlichkeit, Abfolge von Realem, Zugleichsein |
| kontinuierliche und gleichförmige Erzeugung einer Bestimmung von Null bis zu seinem Grad oder umgekehrt | kontinuierliche und gleichförmige Erzeugung einer Bestimmung von Null bis zu seinem Grad oder umgekehrt | kontinuierliche und gleichförmige Erzeugung einer Bestimmung von Null bis zu seinem Grad oder umgekehrt | kontinuierliche und gleichförmige Erzeugung einer Bestimmung von Null bis zu seinem Grad oder umgekehrt | kontinuierliche und gleichförmige Erzeugung einer Bestimmung von Null bis zu seinem Grad oder umgekehrt | kontinuierliche und gleichförmige Erzeugung einer Bestimmung von Null bis zu seinem Grad oder umgekehrt | Zeitinhalt.                                                                               | Zeitinhalt. | Zeitinhalt. | Zeitinhalt. | Zeitinhalt. | Zeitinhalt. |                   |                 |                 |                 |                 |                 | unveränderter Gegenstand, Succession unter einer Regel, Bestimmungen des Einen und des Anderen begingen sich nach einer allgemeinen Regel. | unveränderter Gegenstand, Succession unter einer Regel, Bestimmungen des Einen und des Anderen begingen sich nach einer allgemeinen Regel. | unveränderter Gegenstand, Succession unter einer Regel, Bestimmungen des Einen und des Anderen begingen sich nach einer allgemeinen Regel. | unveränderter Gegenstand, Succession unter einer Regel, Bestimmungen des Einen und des Anderen begingen sich nach einer allgemeinen Regel. | unveränderter Gegenstand, Succession unter einer Regel, Bestimmungen des Einen und des Anderen begingen sich nach einer allgemeinen Regel. | unveränderter Gegenstand, Succession unter einer Regel, Bestimmungen des Einen und des Anderen begingen sich nach einer allgemeinen Regel. | Zeitordnung.                                     | Zeitordnung.                                     | Zeitordnung.                                     | Zeitordnung.                                     | Zeitordnung.                                     | Zeitordnung.                                     |
| | | | | | | Zeitinhalt.                                                                               | Zeitinhalt. | Zeitinhalt. | Zeitinhalt. | Zeitinhalt. | Zeitinhalt. | 4. Der Modalität: |                 |                 |                 |                 |                 | | | | | | | Zeitordnung.                                     | Zeitordnung.                                     | Zeitordnung.                                     | Zeitordnung.                                     | Zeitordnung.                                     | Zeitordnung.                                     |
| | | | | | | Dasein                                                                                    |             |             |             |             |             |                   |                 |                 |                 |                 |                 | | | | | | |                                                  |                                                  |                                                  |                                                  |                                                  |                                                  |
| | | | | | | zu irgendeiner Zeit, zu einer bestimmten Zeit, zu jeder Zeit                              |             |             |             |             |             |                   |                 |                 |                 |                 |                 | | | | | | |                                                  |                                                  |                                                  |                                                  |                                                  |                                                  |
| | | | | | | Zeitinbegriff.                                                                            |             |             |             |             |             |                   |                 |                 |                 |                 |                 | | | | | | |                                                  |                                                  |                                                  |                                                  |                                                  |                                                  |

| Zeitreihe (gezählte Zeit) | Zeitinhalt (empfundene Zeit)   | Zeitordnung (Reihenfolge in der Zeit) | Zeitinbegriff (Wie etwas in der Zeit ist) |
| ------------------------- | ------------------------------ | ------------------------------------- | ----------------------------------------- |
| uneingeschränkt           | erfüllte Zeit                  | Beharrlichkeit des Realen             | Dasein zu irgendeiner Zeit                |
| eingeschränkt             | leere Zeit                     | Sukzession unter einer Regel          | Dasein zu einer bestimmten Zeit           |
| nicht einschränkbar       | Übergang Realität zur Negation | Zugleichsein zweier Substanzen        | Dasein zu jeder Zeit                      |

Das Verbindungsglied zwischen Kategorien und Schemata ist die Zeit. Die mit den Kategorien verbundenen Zeitbestimmungen sind Regeln, die a priori gelten.
„Die Schemate sind daher nichts als Zeitbestimmungen a priori nach Regeln, und diese gehen nach der Ordnung der Kategorien auf die Zeitreihe, den Zeitinhalt, die Zeitordnung, endlich den Zeitinbegriff in Ansehung aller möglichen Gegenstände.“ (B 184–185)
Schemata sind die Einordnung der Kategorien in Hinblick auf das zeitliche Verhalten einer Anschauung. In jeder Anschauung ist das Zeitliche enthalten. Die Quantität enthält als Schema die Zahl. Zählen entspricht einer Zeitreihe. Die Zeit ist uneingeschränkt, so dass jedes Allgemeine in ihr abgebildet werden kann. Befasst man sich mit einer konkreten Vielheit, ist auch die Zeitvorstellung eingeschränkt. Betrachtet man hingegen die Zeit an sich als Allheit, so ist ihr Begriff nicht einschränkbar. Die Qualität als Zeitinhalt ist die empfundene Zeit. Wird die Realität bejaht, ist die Zeit erfüllt, wird sie verneint, ist die Zeit leer. Die Limitation ist ein Übergang von der Realität zur Negation. In der Relation stehen die Gegenstände nach einer Regel unter einer Reihenfolge in der Zeit. Die Substanz steht für Dauer, die Kausalität für Zeitfolge und die Gemeinschaft für Gleichzeitigkeit. Die Modalität ist der Zeitinbegriff, aus dem sich ergibt, wie etwas in der Zeit ist. Ist das Dasein zu irgendeiner Zeit, so ist es möglich; ist es zu einer bestimmten Zeit, so ist es wirklich; und ist es zu jeder Zeit, so ist es notwendig.

### Grundsätze des reinen Verstandes
Im Kapitel über die Grundsätze des reinen Verstandes nennt Kant Grundprinzipien, die als „reine“ Prinzipien für jeden Bereich der Wissenschaften gelten. Es ist die Anwendung der Kategorien auf die Natur, indem allgemeingültige Sätze, synthetische Urteile a priori, formuliert werden, deren Gültigkeit unabhängig vom aktuellen empirischen Stand der mathematischen und naturwissenschaftlichen Forschung besteht. Die Grundsätze liegen als Strukturprinzip jeder einzelwissenschaftlichen Forschung zugrunde. Es sind allgemeine Aussage über das Wesen der Natur.
Es ist leicht einsichtig, dass die von Kant herangezogenen Beispiele nicht mehr dem aktuellen Stand der Forschung entsprechen (nicht-euklidische Geometrie, Relativitätstheorie). Daraus folgt aber nicht, dass die Grundsätze selbst ihre Gültigkeit verlieren. Sie sind unabhängig vom jeweiligen historischen Stand der Wissenschaften.
Der oberste Grundsatz der Erfahrung
Der oberste Grundsatz für analytische Urteile ist der Satz vom Widerspruch. Er kann in der Logik uneingeschränkt zur Bestimmung der Wahrheit von Aussagen verwendet werden. Für Kant wirkt der Satz vom Widerspruch in der empirischen Anschauung nur zur negativen Bestimmung der Wahrheit. Eine empirische Aussage, die dem Satz vom Widerspruch widerspricht, ist falsch. Dies ist aber nicht hinreichend, um die Wahrheit synthetischer Urteile zu erfassen. Synthetische Urteile haben ihren Ursprung in der sinnlichen Anschauung. Kant sagte entsprechend:
„Das oberste Principium aller synthetischen Urteile ist also: ein jeder Gegenstand steht unter den notwendigen Bedingungen der synthetischen Einheit des Mannigfaltigen der Anschauung in einer möglichen Erfahrung.“ (B 197)
Die dem Menschen a priori gegebenen Anschauungsformen (Raum und Zeit) und Begriffe (Kategorien) legen fest, wie ihm ein Gegenstand erscheint, und damit auch den Gegenstand selbst. Der Mensch konstituiert die Gegenstände aufgrund der Struktur seines Erkenntnisvermögens. Dies führt zu dem berühmten Lehrsatz Kants:
„Die Bedingungen der Möglichkeit der Erfahrung überhaupt sind zugleich Bedingungen der Möglichkeit der Gegenstände der Erfahrung, und haben darum objektive Gültigkeit in einem synthetischen Urteile a priori.“ (B 197)
Synthetische Urteile a priori
Entsprechend den Klassen der Kategorien hat Kant vier Arten von Grundsätzen unterschieden.
- Axiome der Anschauung

„Alle Anschauungen sind extensive Größen“ (B 202)
In der ersten Auflage hatte Kant etwas ausführlicher formuliert: „Alle Erscheinungen sind ihrer Anschauung nach extensive Größen.“ (A 162) Erscheinungen können gar nicht anders aufgefasst werden, als dass sie aus etwas bestehen, also eine irgendwie bestimmt Größe haben. Ohne dass etwas eine Größe hat, wäre es nicht zählbar und damit auch nicht mathematisch darstellbar. Der Grundsatz ist daher nicht nur Voraussetzung der Mathematik, sondern auch erstes Formprinzip aller quantifizierenden Wissenschaften.
- Antizipationen der Wahrnehmung

„In allen Erscheinungen hat das Reale, was ein Gegenstand der Empfindung ist, intensive Größe, d.i. einen Grad“ (B 207)
Auch dieser Satz ist eine Voraussetzung der messenden Wissenschaften. Wahrnehmung enthält neben der Anschauung auch Empfindungen. Man kann nichts wahrnehmen, ohne dass man mit der Wahrnehmung eine bestimmte Intensität verbindet. Beispiele sind etwa Temperatur, Helligkeit, Härte oder Gewicht. Wenn etwas real ist, hat es eine messbare Eigenschaft, die man auf einer Skala von 0 (existiert nicht) bis 1 (existiert uneingeschränkt) darstellen kann. Dazwischen liegen die empirischen Messwerte (Limitation). Jede Empfindung, mithin jede Realität in der Erscheinung, ist dabei für Kant kontinuierlich:
„Die Eigenschaft der Größen, nach welcher an ihnen kein Teil der kleinstmögliche (kein Teil ist einfach) ist, heißt die Kontinuität derselben. Raum und Zeit sind quanta continua, weil kein Teil derselben gegeben werden kann, ohne ihn zwischen Grenzen (Punkten und Augenblicken) einzuschließen, mithin nur so, dass dieser Teil selbst wieder ein Raum, oder eine Zeit ist.“ (B 211)
- Analogien der Erfahrung

„Erfahrung ist nur durch die Vorstellung einer notwendigen Verknüpfung der Wahrnehmungen möglich.“ (B 218)
Auch hier dient die Formulierung der ersten Auflage als hilfreiche Erläuterung: „Alle Erscheinungen stehen, ihrem Dasein nach, a priori unter Regeln der Bestimmung ihres Verhältnisses untereinander in der Zeit.“ (A 176). Das Grundprinzip der Analogien der Erfahrung steht unter dem Schema der Zeitordnung und wird bestimmt durch die Kategorien aus der Klasse der Relationen (Substanz, Kausalprinzip und Gemeinschaft). Erfahrung setzt sich aus mehreren Wahrnehmungen zusammen, die im Erkenntnisprozess geordnet werden. Hiernach hat Kant das allgemeine Prinzip in drei einzelne Analogien gegliedert.
1. Analogie
„Bei allem Wechsel der Erscheinungen beharret die Substanz, und das Quantum derselben wird in der Natur weder vermehrt noch vermindert.“ (B 224)
Der Mensch nimmt Veränderungen in der Zeit wahr, während die Zeit als solche eine unveränderliche, selbst nicht wahrnehmbare Form ist. Entsprechend gilt:
„Veränderung ist eine Art zu existieren, welche auf eine andere Art zu existieren eben desselben Gegenstandes erfolgt.“ (B 230)
Man kann also nicht von Veränderung sprechen, wenn es nicht etwas gibt, eine Substanz, die Träger der sich ändernden Eigenschaften ist. Man kann Veränderungen nur erfahren, wenn es etwas Beharrliches als Ausgangspunkt von Veränderungen gibt. Was sich verändert, sind die Akzidenzien, während die zugrunde liegende Substanz beharrlich bleibt.
2. Analogie
„Alle Veränderungen geschehen nach dem Gesetze der Verknüpfung der Ursache mit der Wirkung.“ (B 232)
Die Formulierung der ersten Auflage lautet: „Alles, was geschieht (anhebt zu sein), setzt etwas voraus, worauf es nach einer Regel folgt.“ (A189) Der Mensch nimmt Kausalität nicht sinnlich wahr. Die Verknüpfung von Wahrnehmungen ist eine Leistung des Verstandes, der hier die Kategorie der Kausalität einbringt. Der Mensch nimmt Blitz und Donner als gesonderte Phänomene wahr. Die Begründung: Es donnert, weil es geblitzt hat, wird nach einer Regel im Verstand gebildet. Ohne das Kausalprinzip könnte der Mensch keine Naturgesetze formulieren, weil der Zusammenhang der Wahrnehmungen dann zufällig erscheinen müsste. Ohne Kausalprinzip gäbe es dann auch keine Objektivität.
3. Analogie
„Alle Substanzen, so fern sie im Raum als zugleich wahrgenommen werden können, sind in durchgängiger Wechselwirkung.“ (B 256)
Wechselwirkung verstand Kant auch als mittelbare Wechselwirkung (Vgl. B 259). Zwischen den wahrgenommenen Objekten besteht ein kontinuierlicher Zusammenhang. Kant betonte, dass seine Aussage nur gilt, soweit Erfahrung reicht.
„Den leeren Raum will ich hiedurch gar nicht widerlegen: denn der mag immer sein, wohin Wahrnehmungen gar nicht reichen, und also keine empirische Erkenntnis des Zugleichseins stattfindet; er ist aber alsdann für unsere mögliche Erfahrung gar kein Objekt.“ (B 261)
- Postulate des empirischen Denkens überhaupt

„1. Was mit den formalen Bedingungen der Erfahrung (der Anschauung und den Begriffen nach) übereinkommt, ist möglich.
2. Was mit den materialen Bedingungen der Erfahrung (der Empfindung) zusammenhängt, ist wirklich.
3. Dessen Zusammenhang mit dem Wirklichen nach allgemeinen Bedingungen der Erfahrung bestimmt ist, ist (existiert) notwendig.“ (B 265–266)
Kant betonte erneut, dass die Kategorien der Modalität im Gegensatz zu den drei anderen Klassen, keinen unmittelbaren Bezug zum Inhalt der betrachteten Gegenstände haben. Wichtig ist die Feststellung, dass durch die Postulate klargestellt wird, dass die Anwendung der Kategorien nur für den Bereich der empirischen Erkenntnis gilt. Die reinen Vernunftbegriffe sind nicht geeignet, inhaltlich zu Aussagen beizutragen, die über das Erfahrbare hinausgehen.
„Eben um deswillen sind auch die Grundsätze der Modalität nichts weiter, als Erklärungen der Begriffe der Möglichkeit, Wirklichkeit und Notwendigkeit in ihrem empirischen Gebrauche, und hiemit zugleich Restriktionen aller Kategorien auf den bloß empirischen Gebrauch, ohne den transzendentalen zuzulassen und zu erlauben.“ (B 267)

### Exkurs: Widerlegung des Idealismus
Nach Erscheinen der ersten Auflage der Kritik der reinen Vernunft hatte man Kants neue Philosophie teilweise mit der Position Berkeleys gleichgesetzt, einem reinen Idealismus. Um sich von dieser Einschätzung abzugrenzen, hatte Kant in der zweiten Auflage innerhalb der Postulate einen eigenen Abschnitt zur Widerlegung des Idealismus eingefügt. Dabei wandte er sich auch ausdrücklich gegen Descartes, dessen Rückführung allen Denkens auf das „Ich“ dann nicht zutrifft, wenn man zeigen kann, dass empirische Anschauung nicht nur mögliche, sondern notwendige Voraussetzung von Erkenntnis ist. Kants These lautet:
Lehrsatz
„Das bloße, aber empirisch bestimmte Bewußtsein meines eigenen Daseins beweiset das Dasein der Gegenstände im Raum außer mir.
Beweis
Ich bin mir meines Daseins als in der Zeit bestimmt bewußt. Alle Zeitbestimmung setzt etwas Beharrliches in der Wahrnehmung voraus. Dieses Beharrliche aber kann nicht etwas in mir sein, weil eben mein Dasein in der Zeit durch dieses Beharrliche allererst bestimmt werden kann. Also ist die Wahrnehmung dieses Beharrlichen nur durch ein Ding außer mir und nicht durch die bloße Vorstellung eines Dinges außer mir möglich. Folglich ist die Bestimmung meines Daseins in der Zeit nur durch die Existenz wirklicher Dinge, die ich außer mir wahrnehme, möglich. Nun ist das Bewußtsein in der Zeit mit dem Bewußtsein der Möglichkeit dieser Zeitbestimmung nothwendig verbunden: also ist es auch mit der Existenz der Dinge außer mir, als Bedingung der Zeitbestimmung, nothwendig verbunden; d. i. das Bewußtsein meines eigenen Daseins ist zugleich ein unmittelbares Bewußtsein des Daseins anderer Dinge außer mir.“ (B 275–276)
Alles Denken des Menschen hat einen Zeitbezug. Dabei denkt er aber nicht die Zeit, sondern einen Gegenstand, der sich in der Zeit verändert. Dadurch, dass eine Beziehung zwischen dem Denken und einem Etwas besteht, kann dieses Etwas nicht das Denken selbst sein. Es muss also aus Sicht von Kant ein Gegenstand außerhalb des Denkens existieren. Auch wenn Kant die Dinge an sich nicht für unmittelbar erkennbar hielt, so war ihre Existenz an sich für ihn denknotwendig. Gegen den Idealismus vertrat Kant somit einen, allerdings sehr schwachen, Realismus.

## Phänomena und Noumena – Dinge an sich
Mit der Angabe der Grundsätze hatte Kant die eigentliche Darstellung seiner Erkenntnistheorie abgeschlossen. Er hatte gezeigt, dass reine Anschauungen und reine Verstandesbegriffe konstitutiv für das menschliche Erkenntnisvermögen sind. Zugleich sind diese konstitutiven Bedingungen der Erkenntnis auch deren Grenzen. Im dritten Abschnitt der transzendentalen Analytik ging es ihm nun darum zu zeigen, wie diese Grenzen beschaffen sind – soweit überhaupt darüber etwas gesagt werden kann.
In diese Überlegung führte Kant mit einem blumigen Bild ein. Das Land des Verstandes verglich er mit einer Insel.
„Es ist das Land der Wahrheit (ein reizender Name), umgeben von einem weiten und stürmischen Oceane, dem eigentlichen Sitz des Scheins, wo manche Nebelbank und manches bald wegschmelzende Eis neue Länder lügt und, indem es den auf Entdeckungen herumschwärmenden Seefahrer unaufhörlich mit leeren Hoffnungen täuscht, ihn in Abenteuer verflechtet, von denen er niemals ablassen und sie doch auch niemals zu Ende bringen kann.“ (B 294–295)
Wenn man sich auf entsprechende Entdeckungsreisen begibt, so sind nach Kant die Regeln des Verstandesgebrauchs einschließlich der Grundsätze die richtige Landkarte. Der Verstand kann von allen seinen Grundsätzen a priori nur empirischen, niemals aber transzendentalen Gebrauch machen. Transzendental bedeutet hier, Aussagen über die Dinge an sich machen, im Gegensatz zu den empirischen Erscheinungen, die aller Erfahrung zugrunde liegen. Kants Erörterung galt der Frage, in welchem Verhältnis die Erscheinungen zu den Dingen an sich stehen. Die Welt der Wahrnehmungen (mundus sensibilis) ist der Bereich der Erscheinungen, der Phänomena. Gibt es daneben noch eine unabhängige Welt des Verstandes (mundus intelligibilis) mit reinen Gedankendingen (Noumena), die der Verstand unmittelbar anschauend erkennen kann? Kant wies dies unter Berufung auf die Prinzipien der transzendentalen Ästhetik strikt zurück. Das „Ding an sich selbst betrachtet“ ist „bloß ein Grenzbegriff.“ (B 131) Dieser Begriff hat nur eine methodische Funktion und keinen metaphysischen Gehalt.
Weil der Mensch über den Verstand verfügt, ist er zwar in der Lage, sich eine reine gedankliche Welt vorzustellen. Aber hieraus kann er nichts erkennen. Der Begriff der Noumena ist leer, weil ihm keine Anschauung zugrunde liegt. Die Noumena sind ein reiner Grenzbegriff, der „nicht widersprechend“ ist, also logisch Denkbares beinhaltet. Er ist aber nur negativ gültig, indem er die Sinne vor falschen Anschauungen bewahrt (Vgl. B 307). Kant nannte das Noumenon auch einen problematischen Begriff. Damit meinte er, dass das Noumenon ein möglicher Begriff ist, der mangels Erfahrung aber nicht zu einer Vorstellung führen kann.
„Am Ende aber ist doch die Möglichkeit solcher Noumenorum gar nicht einzusehen, und der Umfang außer der Sphäre der Erscheinungen ist (für uns) leer, d.i. wir haben einen Verstand, der sich problematisch weiter erstreckt, als jene, aber keine Anschauung, ja auch nicht einmal den Begriff von einer möglichen Anschauung, wodurch uns außer dem Felde der Sinnlichkeit Gegenstände gegeben, und der Verstand über dieselben hinaus assertorisch [aussagend] gebraucht werden könne. Der Begriff eines Noumenon ist also bloß ein Grenzbegriff, um die Anmaßung der Sinnlichkeit einzuschränken, und also nur von negativem Gebrauche.“ (B 310–311)
Kant lehnte damit die Existenz einer Welt, die nur intellektuell erzeugt wird, die Existenz einer intelligiblen Welt, entschieden ab und stand somit im Gegensatz zu den späteren Systemen von Fichte und Hegel.
„Es ist also die Frage: ob außer dem empirischen Gebrauch des Verstandes (selbst in der Newtonischen Vorstellung des Weltbaus) noch ein transzendentaler möglich sei, der auf das Noumenon als einem Gegenstand gehe, welche Frage wir verneinend beantwortet haben.“ (B 313)

## Anhang: Amphibolie der Reflexionsbegriffe
Ähnlich wie die „Widerlegung des Idealismus“ eine Klarstellung gegen Descartes und Berkeley war, diente der Abschnitt über die „Amphibolie [Zweideutigkeit] der Reflexionsbegriffe“ Kant dazu, seine Philosophie gegenüber Leibniz abzugrenzen.
In einem Urteil werden verschiedene Vorstellungen anhand von Reflexionsbegriffen unterschieden. Diese sind, entsprechend den vier Kategorientiteln:
- Einerleiheit/Verschiedenheit
- Einstimmung/Widerstreit
- Inneres/Äußeres
- Materie/Form

Aufgabe der „transzendentalen Reflexion“ ist es, zu unterscheiden, ob sich die Anwendung dieser Begriffe auf Sinnlichkeit oder auf den reinen Verstand bezieht. (Vgl. B 319) Je nach Anwendungsbereich nehmen diese Begriffe eine verschiedene Bedeutung an.
Kant hielt Leibniz vor, dass er die Erscheinungen „intellektualisiert“ habe. (B 327) Für Leibniz waren die sinnlich gegebenen Perzepte (Wahrnehmungsinhalte) zunächst nur verworrene Vorstellungen von Gegenständen und wurden erst und allein durch den Verstand zu klarem und deutlichen Wissen geordnet. Die reale Welt entsteht und existiert nach Leibniz somit nur im Verstand. Alle Bestimmungen der Gegenstände und ihrer Verhältnisse wären dem zufolge rein begrifflicher Natur. Nach Kant erzeugt das eine nur intelligible Welt, die, da sie keine Anschauung beinhalte, an sich leer, ohne jede Gegenstände sein müsste.
- Nach Leibniz gilt das „Principium identitatis indiscernibilium“ (Prinzip der Identität des Ununterscheidbaren). Danach sind zwei Gegenstände identisch, wenn sie sich in keiner ihrer Eigenschaften unterscheiden. Da Leibniz auch Raum und Zeit als (nicht reale) Eigenschaften auffasste, konnte es für ihn keine zwei ununterscheidbaren Gegenstände geben. Oder: Eigenschaftsgleich ist ein Gegenstand nur mit sich selbst. Kant hielt es dagegen für möglich, dass zwei Gegenstände völlig gleiche Eigenschaften haben, sich aber an zwei verschiedenen Raum-Zeit-Stellen befinden. Als Beispiel nannte er zwei Wassertropfen, deren Nicht-Identität sehr wohl erfasst werden kann, obwohl der Verstand keine unterschiedlichen Eigenschaften erfassen kann.
- Von Leibniz und vor allem von seinen Schülern wurde der Grundsatz vertreten, „dass Realitäten (als bloße Bejahungen) einander logisch niemals widerstreiten“. (B 328) Hiergegen setzte Kant das Prinzip der „Realpugnanz“ (des in der Sache, nicht im Begriff liegenden Widerspruchs), wonach sich zwei physische oder zwei psychische Kräfte gegenseitig ganz oder teilweise aufheben können.
- An der Monadenlehre von Leibniz, wonach die Welt aus einfachen und unteilbaren Monaden ohne Wechselwirkung besteht, kritisierte Kant, dass es nichts Absolutes gibt, also „nichts Schlechthin-, sondern lauter Komparativ-Innerliches“. (B 333)
- Mit Leibniz (und gegen Newtons Annahme der Realität des Raums) war sich Kant einig, dass Raum und Zeit weder Substanz noch Eigenschaft (Akzidenz) sind. Leibniz hielt Raum und Zeit für Relationen der äußeren Dinge und für „phaenomena dei“ (Erscheinungen Gottes). Kant setzte dagegen seine Auffassung von Raum und Zeit als reinen Anschauungsformen des Menschen, die der Materie vorhergehen.

Die Grundkritik Kants an Leibniz bestand in allen vier Punkten darin, dass aus Leibniz Denken eine intelligible Idealität folgt, die eine komplexe spekulative Metaphysik nötig macht (die Prästabilierte Harmonie).
Negation
Am Schluss des Anhangs folgt noch eine kleine Betrachtung über die Negation. Jedem der vier Kategorientitel entspricht eine spezifische Form, aus der sich Arten des „Nichts“ ergeben – so wie die Kategorien unterschiedliche Aspekte der Bestimmung eines Gegenstands. Dies ermöglicht eine Unterscheidung von möglichen und unmöglichen, aber nicht wirklichen Gegenständen.
1. leerer Begriff ohne Gegenstand (ens rationis – Gedankending)
2. leerer Gegenstand eines Begriffs (nihil privativum – Nichts ‚von etwas‘, „Negation der Anschauung“)
3. leere Anschauung ohne Gegenstand (ens imaginarium – „bloße Form“)
4. leerer Gegenstand ohne Begriff (nihil negativum – Unding)

„Man sieht, daß das Gedankending (n. 1.) von dem Undinge (n. 4.) dadurch unterschieden werde, daß jenes nicht unter die Möglichkeiten gezählt werden darf, weil es blos Erdichtung (obzwar nicht widersprechende) ist, dieses aber der Möglichkeit entgegen gesetzt ist, indem der Begriff sogar sich selbst aufhebt. Beide sind aber leere Begriffe. Dagegen sind das nihil privativum (n. 2.) und ens imaginarium (n. 3.) leere Data zu Begriffen.“ Immanuel Kant: AA IV, 187

## Übersicht über die Tafeln der Transzendentalen Analytik
| Urteilsformen (B 95)                                                                 | Kategorien (B 106) (Begriff – Bedingung)                                                                  | Schemata (B 181) (Urteil – Ableitung)                                                                                       | Grundsätze (B 200) (Schluss – Bedingtes)                                                                                            |
| ------------------------------------------------------------------------------------ | --- | --- | --- |
| Quantität                                                                            | Quantität (Negation: leerer Begriff ohne Gegenstand: ens rationis)                                        | Zeitreihe (gezählte Zeit) erzeugte Zeit in der sukzessiven Apprehension eines Gegenstandes MAN: Phoronomie = Bewegungslehre | Axiome der Anschauung (B 202) (Alle Erscheinungen sind ihrer Anschauung nach extensive Größen.)                                     |
| Allgemeine (universale: alle S sind P) Apprehension der Anschauung                   | Einheit (Alle Menschen denken)                                                                            | uneingeschränkt | |
| Besondere (partikuläre: einige S sind P) Reproduktion in der Einbildung              | Vielheit (Einige Menschen sind Philosophen)                                                               | eingeschränkt | |
| Einzelne (singuläre: ein S ist ein P) Rekognition im Begriff                         | Allheit (Kant war ein Philosoph)                                                                          | nicht einschränkbar | |
| Qualität                                                                             | Qualität (Negation: Leerer Gegenstand eines Begriffs: nihil privativum; Bsp: Schatten, Kälte, Finsternis) | Zeitinhalt (empfundene Zeit) MAN: Dynamik                                                                                   | Antizipation der Wahrnehmung (B 207) (In allen Erscheinungen hat das Reale, was ein Gegenstand der Empfindung ist, intensive Größe) |
| Bejahende (affirmative: S ist P)                                                     | Realität (Dieser Mensch ist ein Philosoph)                                                                | erfüllte Zeit | |
| Verneinende (negative: S ist nicht P)                                                | Negation (Jener Mensch ist kein Philosoph)                                                                | Leere Zeit | |
| Unendliche (infinite/limitative: S ist nicht-P)                                      | Limitation (Zum Philosophieren bedarf es eines Minimums an Denken)                                        | Übergang von der Realität zur Negation                                                                                      | |
| Relation                                                                             | Relation (Negation: Leere Anschauungen ohne Gegenstand: ens imaginarium)                                  | Zeitordnung (Reihenfolge in der Zeit) MAN: Mechanik                                                                         | Analogie der Erfahrung (B 218) (Erfahrung ist nur durch die Vorstellung einer notwendigen Verknüpfung der Wahrnehmung möglich)      |
| Kategorische (S ist P) zwei Begriffe – Obersatz – Idee der Seele                     | Inhärenz und Subsistenz (Dieser Mensch philosophiert)                                                     | Beharrlichkeit des Realen in der Zeit                                                                                       | Grundsatz der Beharrlichkeit der Substanz; das Quantum bleibt gleich (B 224)                                                        |
| Hypothetische (Wenn S = P, dann Q = R) zwei Urteile – Untersatz – Idee der Welt      | Kausalität und Dependenz (Wenn Du Dich mit Fragen der Erkenntnis befasst, dann philosophierst Du)         | Sukzession sofern sie einer Regel unterworfen ist                                                                           | Alle Veränderungen geschehen nach dem Gesetz der Verknüpfung der Ursache und Wirkung (B 232).                                       |
| Disjunktive (S ist entweder P, Q oder R) mehrere Urteile – Schlusssatz – Idee Gottes | Gemeinschaft (Entweder Leibniz oder Hume oder Kant haben die bessere Erkenntnistheorie)                   | Zugleichsein zweier Substanzen nach einer Regel                                                                             | Alle Substanzen, sofern sie im Raum zugleich wahrgenommen werden, stehen in Wechselwirkung (B 256).                                 |
| Modalität                                                                            | Modalität (Negation: Leerer Gegenstand ohne Begriff: nihil negativum)                                     | Zeitinbegriff (Wie ist etwas in der Zeit?) MAN: Phänomenologie                                                              | Postulate des empirischen Denkens überhaupt (B 265)                                                                                 |
| Problematische (Es ist möglich, dass S P ist) Verstand – Meinen (Psychologie)        | Möglichkeit – Unmöglichkeit (Ich kann glauben, dass es einen Gott gibt)                                   | Dasein zu irgendeiner Zeit                                                                                                  | Übereinstimmung mit den formalen Bedingungen der Erfahrung bedeutet Möglichkeit                                                     |
| Assertorische (S ist tatsächlich P) Urteilskraft – Glauben (Kosmologie)              | Dasein – Nichtsein (Viele haben versucht, die Existenz Gottes zu beweisen)                                | Dasein zu einer bestimmten Zeit                                                                                             | Zusammenhang mit den materialen Bedingungen der Erfahrungen (Empfindungen) bedeutet Wirklichkeit.                                   |
| Apodiktische (S ist notwendig P) Vernunft – Wissen (Theologie)                       | Notwendigkeit – Zufälligkeit (Man kann die Existenz Gottes nicht beweisen)                                | Dasein zu jeder Zeit | Zusammenhang mit dem Wirklichen bestimmt nach den allgemeinen Regeln der Erfahrung ist (existiert) notwendig                        |